# Guadalajara (España)
Guadalajara es una ciudad y municipio español, capital de la provincia homónima, en la comunidad autónoma de Castilla-La Mancha. Está situada sobre un otero emplazado entre dos profundos barrancos, el del Alamín y el del Coquín o de San Antonio, que traían sus aguas hasta la orilla izquierda del valle del río Henares, en la parte más elevada de la meseta sur, entre las comarcas de La Alcarria y la Campiña del Henares.
La altitud de la ciudad se mide en 708 m sobre la plaza Mayor. El clima es mediterráneo continentalizado, con largos y fríos inviernos, y veranos cortos y muy calurosos. La media anual de temperaturas se encuentra en 13,1 °C y la de precipitaciones en más de 400 l/m². Con una población de 90 909 habitantes (INE 2024), es la segunda ciudad más poblada de la comunidad autónoma tras Albacete. El término municipal tiene una superficie de 235,51 km² y una densidad de población de 355,11 hab/km².
Fue fundada por los árabes, entre el siglo VIII y el IX. De esa época se cree proviene su nombre, del árabe andalusí Wād al-Ḥajarah (واد الحجرة o وادي الحجرة) dado al río Henares. En sus cercanías había existido un emplazamiento romano, cuyo nombre, Arriaca, puede tener el mismo significado. La ciudad alcanzó cierto esplendor en el siglo X, a pesar de su situación en un territorio que casi siempre estuvo en pie de guerra.
En 1085, Guadalajara fue conquistada por Alfonso VI de León, atribuido este hecho a Alvar Fáñez de Minaya. Desde ese momento y hasta la batalla de las Navas de Tolosa en 1212 la historia de la ciudad refleja el curso de las guerras contra los almorávides y almohades. En 1133 el rey Alfonso VII otorga el primer fuero a la población para regular la vida de su comunidad, estableciendo un conjunto de normas, derechos y privilegios y en 1219, Fernando III lo amplía concediendo el fuero largo a la ciudad.
Posteriormente, la protección del rey Alfonso X aseguró el desarrollo económico de la población mediante la defensa de sus comerciantes y la autorización de sus ferias y mercados. En la segunda mitad del siglo XIV se estableció en Guadalajara la familia de los Mendoza que con su posterior ascenso trajo consigo el de la ciudad. En 1460, el rey Enrique IV concedió a la población el título de ciudad. A lo largo del siglo XVI se logró una época de auge.
La crisis general del siglo XVII afectó especialmente a Guadalajara. Con la marcha de los Mendoza a Madrid, junto a la quiebra y la despoblación, la continuidad de la ciudad se vio en entredicho. A comienzos del siglo XVIII y tras ser saqueada durante la guerra de Sucesión, la ciudad vive su peor momento. Para intentar frenar esta situación, Felipe V establece en la ciudad la Real Fábrica de Paños, que hasta principios del siglo XIX asegura el crecimiento de la población.
Los daños causados por la guerra de Independencia y el cierre de la Real Fábrica de Paños en 1822 provocaron un nuevo declive en la ciudad. En adelante, hasta la segunda mitad del siglo XX, la ciudad se recuperó gracias a su función administrativa, como capital de provincia y sede de instituciones como la Academia de Ingenieros Militares o la Diputación de Guadalajara. El crecimiento, aunque lento, transforma la población, que alcanza los 11 000 habitantes en 1900.
La falta de desarrollo industrial limitó hasta bien entrado el siglo XX las posibilidades de la ciudad. Como en la mayoría del país, la guerra civil y la época de posguerra fueron tiempos muy difíciles. En 1959, Guadalajara fue incluida en los planes de desarrollo como polígono de descongestión industrial de Madrid lo que provocó unas tasas de crecimiento importante de la ciudad y del denominado Corredor del Henares.

## Toponimia
Guadalajara debe su nombre a la castellanización del topónimo árabe andalusí Wād al-Ḥajarah (واد الحجرة o وادي الحجرة). Si bien este era el nombre dado originalmente al río Henares, que bordea la ciudad por el oeste, en un principio a esta se le atribuye el nombre de Madīnat al-Faray, según indica una crónica conservada del siglo X del historiador andalusí Ahmad al-Razi.
Su significado no está claro y es discutido; por un lado se apunta que puede significar «la ciudad de Faray», dando lugar a que el fundador o valí de la ciudad durante esa época fuese un hombre llamado Faray, hijo de Salim, fundador a su vez de Medinaceli (Madīnat al-Sālim), y descendientes ambos de los Masmuda; por otro lado, se ha intentado traducir la palabra árabe faray como «mirador» o «farallón», como zonas rocosas altas desde las que se vigila un paso.
Wād al-Ḥajarah era originalmente el nombre dado al río Henares, y posteriormente fue dado también a Madīnat al-Faray. Comúnmente se ha traducido Wād al-Ḥajarah como «río de piedras», haciendo referencia al escaso caudal del río y a la abundancia de cantos rodados en su lecho. A este respecto, Mahmud Ali Makki dio el significado de Wād al-Ḥajarah como «valle de los castillos» o «valle de las fortalezas», entendiendo el término wād como sinónimo de «valle» y ḥajarah como «castillo», «fortaleza» u otro edificio fuerte hecho con piedra. De hecho, en las orillas del que entonces era el Wād al-Ḥajarah y hoy es río Henares se asentaban por aquel entonces numerosas fortificaciones, desde Sigüenza hasta Alcalá de Henares.
También se situó en la zona un asentamiento de origen íbero con el nombre de Arriaca. Se ha tratado de traducir este topónimo en consonancia con la traducción de Wād al-Ḥajarah y a través bien de la hipotética similitud del idioma íbero con el euskera, bien por su posible origen vascón. Atendiendo a ello, Arriaca se ha traducido también como «río de piedras» o «camino de piedras», visto que harri significa «piedra» en euskera y harrikada, «pedrada».

## Símbolos
Los símbolos municipales de Guadalajara son la bandera y el escudo heráldico.
La bandera de Guadalajara es un paño morado —color bastante extendido entre otras banderas municipales castellanas— de proporciones 2:3 cargado el centro de este con el escudo provincial. El escudo de armas de Guadalajara representa a la escena nocturna de un caballero con armadura y unos soldados frente a las murallas de la ciudad, probablemente la noche del 24 de junio de 1085 en la que Álvar Fáñez conquistó la ciudad para el rey Alfonso VI.

## Geografía
La ciudad de Guadalajara se ubica en el centro de la península ibérica, al suroeste del Sistema Ibérico y noroeste de la Submeseta Sur. Se encuentra al oeste de la provincia homónima y está enclavada en el valle del río Henares, afluente del Jarama, tributario a su vez del Tajo.
Económicamente, se encuentra dentro del área industrial del Corredor del Henares, a 27 km de Alcalá de Henares y a 58 km de Madrid.
| Noroeste: Fontanar y Marchamalo | Norte: Tórtola de Henares y Ciruelas                           | Nordeste: Torija y Aldeanueva de Guadalajara     |
| Oeste: Cabanillas del Campo     |                                                                | Este: Centenera y Lupiana                        |
| Suroeste: Alovera               | Sur: Chiloeches, Pozo de Guadalajara, Pioz y Loranca de Tajuña | Sureste: Horche, Yebes, Valdarachas y Aranzueque |

| Noroeste: Fuentelahiguera de Albatages | Norte: Málaga del Fresno  | Nordeste: Yunquera de Henares |
| Oeste: Galápagos                       |                           | Este: Fontanar                |
| Suroeste: Valdeaveruelo                | Sur: Cabanillas del Campo | Sureste: Marchamalo           |

### Orografía y geología

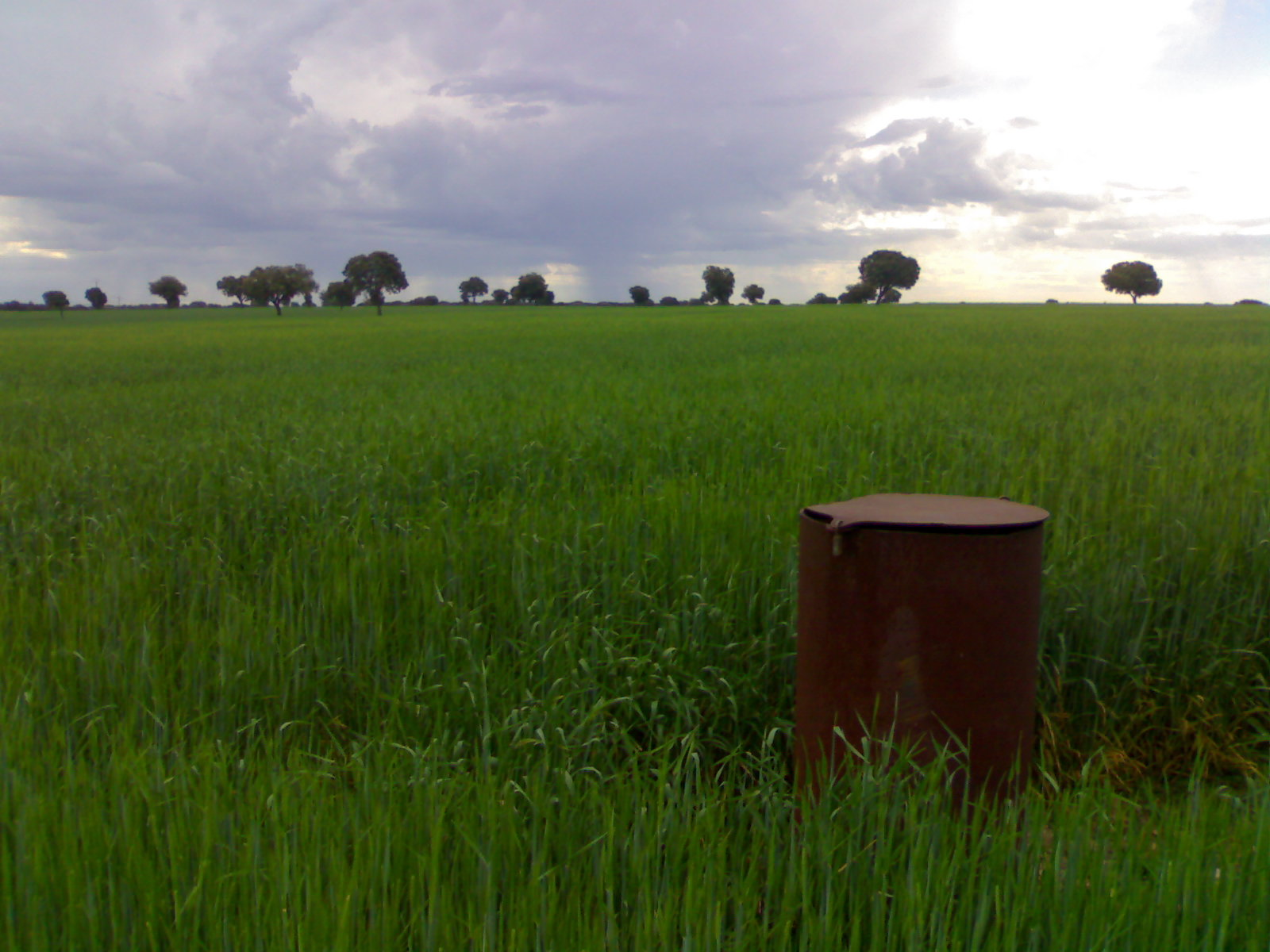
El páramo de la Alcarria

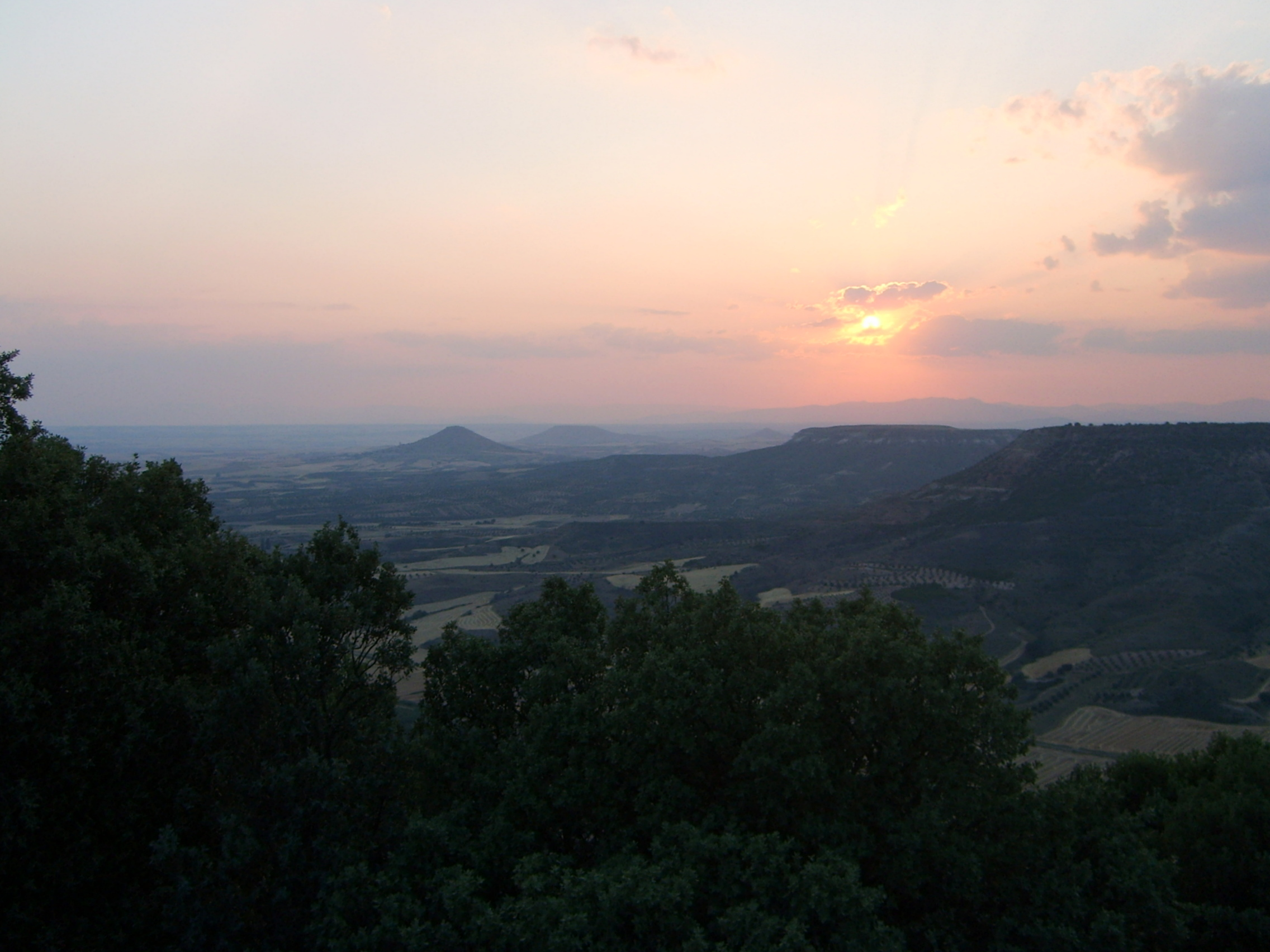
Montañas de Trijueque

En el municipio se distinguen dos zonas claramente diferenciadas por su orografía y su geología. Por un lado, la mayor parte del municipio, y también de la ciudad, se asienta sobre el relieve tabular que forma la Alcarria. En ella se distingue la superficie estructural en todo el este y sur en torno a los 1000 m sobre el nivel del mar, compuesto por conglomerados cuarcíticos y calizas, con tierras pobres y áridas. Entre el páramo y el río Henares están el escarpe, con una pendiente media del 20 %, y el glacis, donde se asientan los núcleos de población, ambos formados por margas y lutitas.
Por otro lado, la parte más occidental del municipio, en la orilla derecha del río a menos de 700 m sobre el nivel del mar, y en el exclave de Usanos, que corresponden a la Campiña del Henares, forman flancos suaves, con pendientes escasas, y están compuestas por arcillas arenosas, en las zonas próximas al río y más propicias para el regadío, y arcosas, entre Marchamalo y Usanos.

### Hidrografía

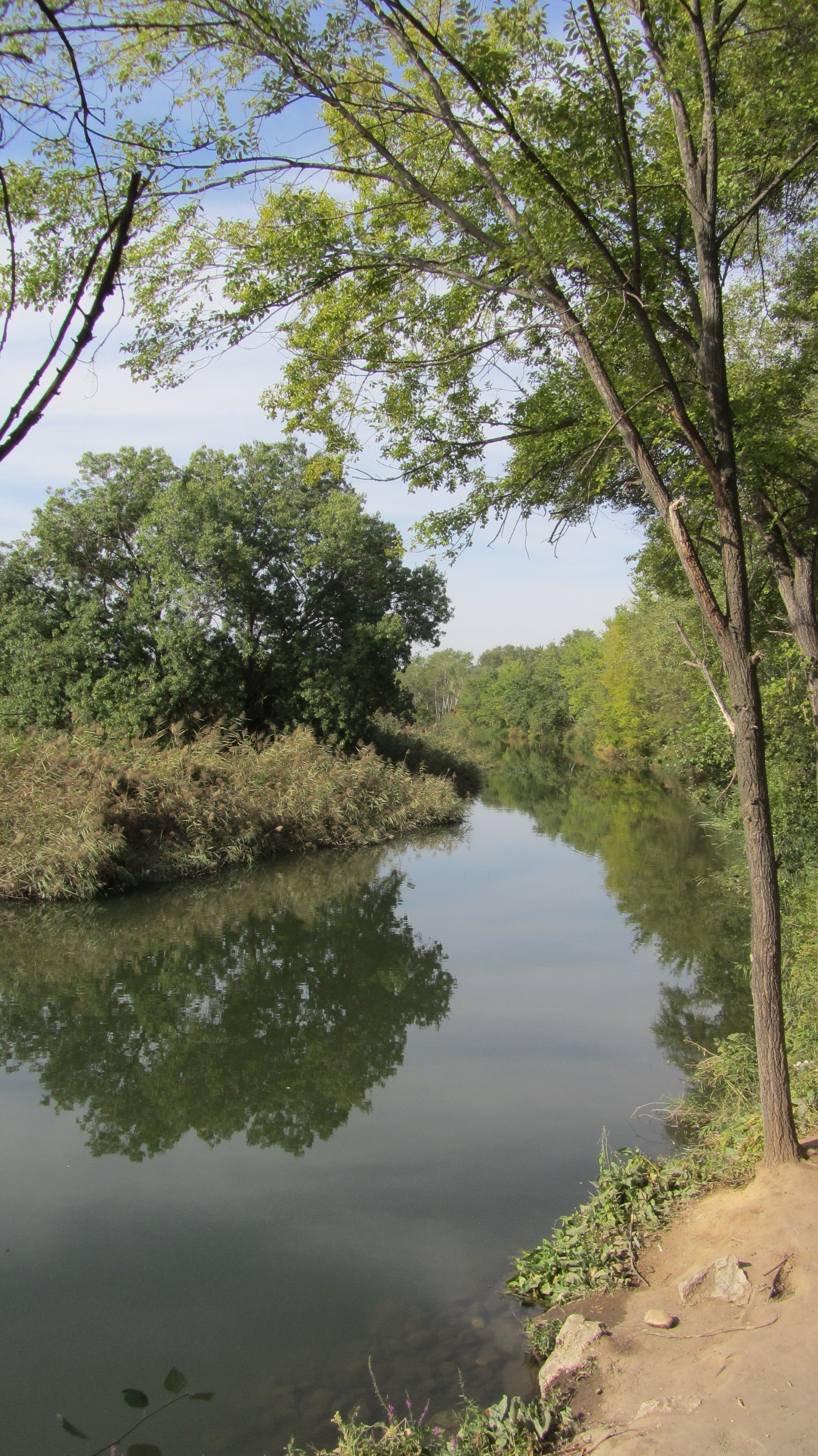
Río Henares

Los cursos fluviales que pasan por Guadalajara pertenecen a la cuenca del Tajo y por lo tanto vierten en el Atlántico. El principal curso fluvial que atraviesa el municipio es el río Henares, que nace en sierra Ministra y desemboca en el Jarama en el municipio madrileño de Mejorada del Campo.
Dentro del término municipal existen varios afluentes que desembocan en el Henares, arroyos de régimen estacional, que parte del año no llevan agua. En el margen izquierdo del río encontramos el único afluente con curso continuo, el arroyo de la Vega. También se encuentran los arroyos de la Olmeda, del Sotillo, de la Huerta, de la Limpia, de Zarraque, de Monjardín y de Colmenilla.
Cabe destacar el arroyo de Dueñas, que discurre por el margen derecho del Henares aunque no desemboca en él. Menos importantes pero que igualmente son ajenos al Henares son los arroyos del Portillo y el de las Peñas.

### Clima
La situación de Guadalajara, en el centro de la península y alejada del mar, condiciona el régimen pluviométrico, bastante moderado, y el térmico, caracterizado por importantes oscilaciones tanto diarias como estacionales. Como consecuencia de esto, el municipio cuenta con un clima mediterráneo continentalizado. De acuerdo a los criterios de clasificación climática de Köppen modificada, el clima de Guadalajara es de tipo Csa (mediterráneo). Veranos largos, secos y calurosos, e inviernos igualmente largos y rigurosos, dan paso a primaveras y otoños cortos y templados.
| Parámetros climáticos promedio de observatorio de Guadalajara (El Serranillo) (639 m s. n. m. ) (periodo de referencia: 1991-2015, extremas: 1985-2015) | Parámetros climáticos promedio de observatorio de Guadalajara (El Serranillo) (639 m s. n. m. ) (periodo de referencia: 1991-2015, extremas: 1985-2015) | Parámetros climáticos promedio de observatorio de Guadalajara (El Serranillo) (639 m s. n. m. ) (periodo de referencia: 1991-2015, extremas: 1985-2015) | Parámetros climáticos promedio de observatorio de Guadalajara (El Serranillo) (639 m s. n. m. ) (periodo de referencia: 1991-2015, extremas: 1985-2015) | Parámetros climáticos promedio de observatorio de Guadalajara (El Serranillo) (639 m s. n. m. ) (periodo de referencia: 1991-2015, extremas: 1985-2015) | Parámetros climáticos promedio de observatorio de Guadalajara (El Serranillo) (639 m s. n. m. ) (periodo de referencia: 1991-2015, extremas: 1985-2015) | Parámetros climáticos promedio de observatorio de Guadalajara (El Serranillo) (639 m s. n. m. ) (periodo de referencia: 1991-2015, extremas: 1985-2015) | Parámetros climáticos promedio de observatorio de Guadalajara (El Serranillo) (639 m s. n. m. ) (periodo de referencia: 1991-2015, extremas: 1985-2015) | Parámetros climáticos promedio de observatorio de Guadalajara (El Serranillo) (639 m s. n. m. ) (periodo de referencia: 1991-2015, extremas: 1985-2015) | Parámetros climáticos promedio de observatorio de Guadalajara (El Serranillo) (639 m s. n. m. ) (periodo de referencia: 1991-2015, extremas: 1985-2015) | Parámetros climáticos promedio de observatorio de Guadalajara (El Serranillo) (639 m s. n. m. ) (periodo de referencia: 1991-2015, extremas: 1985-2015) | Parámetros climáticos promedio de observatorio de Guadalajara (El Serranillo) (639 m s. n. m. ) (periodo de referencia: 1991-2015, extremas: 1985-2015) | Parámetros climáticos promedio de observatorio de Guadalajara (El Serranillo) (639 m s. n. m. ) (periodo de referencia: 1991-2015, extremas: 1985-2015) | Parámetros climáticos promedio de observatorio de Guadalajara (El Serranillo) (639 m s. n. m. ) (periodo de referencia: 1991-2015, extremas: 1985-2015) |
| Mes | Ene. | Feb. | Mar. | Abr. | May. | Jun. | Jul. | Ago. | Sep. | Oct. | Nov. | Dic. | Anual |
| --- | --- | --- | --- | --- | --- | --- | --- | --- | --- | --- | --- | --- | --- |
| Temp. máx. abs. (°C) | 20.7 | 22.4 | 28.2 | 30.9 | 37.2 | 40.4 | 41.0 | 43.5 | 39.8 | 31.6 | 25.4 | 20.0 | 43.5 |
| Temp. máx. media (°C) | 10.8 | 12.6 | 16.9 | 19.0 | 23.8 | 30.3 | 33.9 | 33.1 | 27.3 | 21.1 | 14.8 | 11.1 | 21.2 |
| Temp. media (°C) | 4.9 | 5.9 | 9.4 | 11.5 | 15.7 | 21.1 | 24.0 | 23.3 | 18.7 | 14.1 | 8.7 | 5.4 | 13.6 |
| Temp. mín. media (°C) | -1.0 | -0.8 | 1.8 | 4.0 | 7.6 | 11.7 | 14.0 | 13.5 | 10.0 | 7.0 | 2.5 | -0.4 | 5.8 |
| Temp. mín. abs. (°C) | -12.5 | -12.0 | -7.9 | -5.0 | -2.6 | 1.2 | 5.5 | 5.0 | -1.0 | -4.4 | -10.5 | -11.7 | -12.5 |
| Precipitación total (mm) | 33 | 28 | 26 | 45 | 52 | 23 | 7 | 7 | 26 | 69 | 46 | 42 | 404 |
| Días de precipitaciones (≥ 1 mm) | 6.1 | 5.1 | 4.7 | 7.2 | 7.0 | 3.5 | 1.3 | 1.1 | 4.0 | 7.9 | 6.2 | 5.7 | 59.8 |
| Días de nevadas (≥ 0.01 mm) | 0.8 | 0.9 | 0.3 | 0.0 | 0.0 | 0.0 | 0.0 | 0.0 | 0.0 | 0.0 | 0.1 | 0.6 | 2.7 |
| Fuente: Agencia Estatal de Meteorología | | | | | | | | | | | | | |

A continuación se muestran algunos récords climatológicos registrados en el observatorio meteorológico de la AEMET de El Serranillo (Guadalajara) situado a 639 m s. n. m., tomados desde 1985 para la precipitación y temperatura y desde 1986 para el viento:
- Temperatura máxima absoluta: 43,5 °C, registrada el 10 de agosto de 2012
- Temperatura mínima absoluta: -12,5 °C, registrada el 12 de enero de 2009
- Precipitación máxima en un día: 71,1 mm, registrada el 24 de mayo de 1993
- Máxima racha de viento: 101 km/h, registrada el 23 de julio de 1990.

La AEMET también dispone de los datos de los valores climatológicos extremos registrados en el antiguo observatorio del instituto de educación secundaria Liceo Carecense situado a 685 m sobre el nivel del mar, tomados desde 1920 hasta 1985 para la temperatura y hasta 1986 para la precipitación, y sin datos del viento. Sin embargo, ninguno de los registros mencionados del observatorio de El Serranillo se habían superado en el antiguo observatorio del instituto.

### Flora
Debido al alto nivel de antropización del entorno, consecuencia del intenso uso del espacio que ha hecho el hombre a lo largo de los siglos, la superficie de terreno que conserva la vegetación potencial de la zona es notablemente reducida. Se encuentran únicamente zonas boscosas residuales en los márgenes de los cauces fluviales y en parte de las laderas y la parte superior del páramo. El resto de la superficie está destinado a usos industriales, residenciales o a la agricultura.
Las comunidades vegetales predominantes son las siguientes:

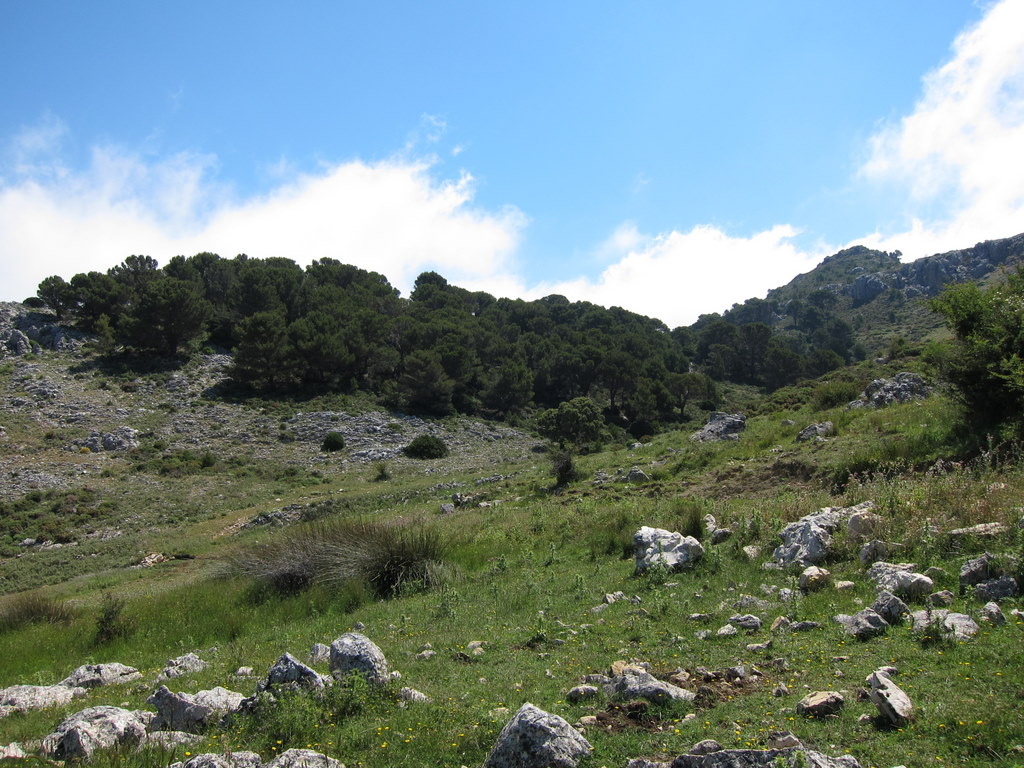
Zona de encinar

- Encinares, vestigios de la vegetación autóctona caracterizada por el predominio de la encina, acompañada de otras especies como el quejigo y el pino carrasco. Se encuentra principalmente en las laderas del páramo de elevada pendiente que no han podido ser utilizadas para el cultivo, y en algunas zonas de la parte superior del mismo. También se pueden encontrar pequeños núcleos de quejigares en los escarpes del páramo en la zona del arroyo de la Vega y en el monte del Campo.[21]
- Localizado en la margen derecha del barranco del arroyo de la Vega y cerca del barranco del Pozo, se ha de mencionar la presencia de pinar de repoblación en la variedad del pino carrasco.[21]
- Pastizal-matorral, compuesto por una gran variedad de arbustivas y herbáceas que en algunos casos se trata del primer paso de regeneración de la vegetación autóctona. Se puede encontrar dos tipos de masas arbustivas y de pastizal, las correspondientes a la vega del Henares y las de la parte superior del páramo y alguna de sus laderas. En el primer caso predominan la retama y el esparto, acompañadas de espino negro y la coscoja, en el segundo caso predomina el romero, el espliego, la aliaga, la coscoja y la retama, además de los géneros poa, bromus, festuca y dactylis.[21]
- Vegetación fluvial, caracterizada por bosques de ribera formada por álamo blanco, fresno, sauce blanco y olmo común. Además de taray, zarzamora, escaramujo, clemátide o dulcamara.[21]

### Fauna

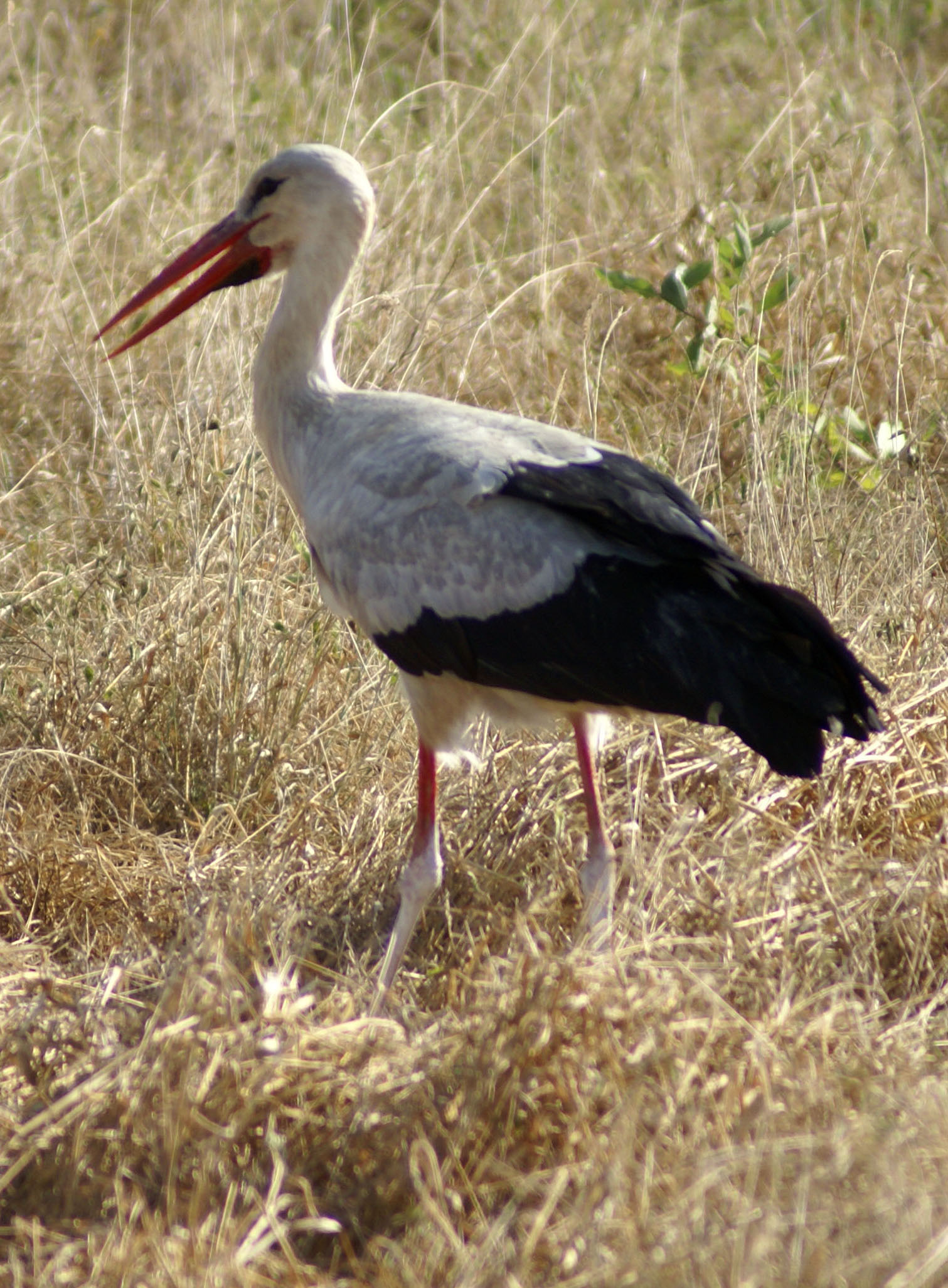
Cigüeña blanca en zona de pastos

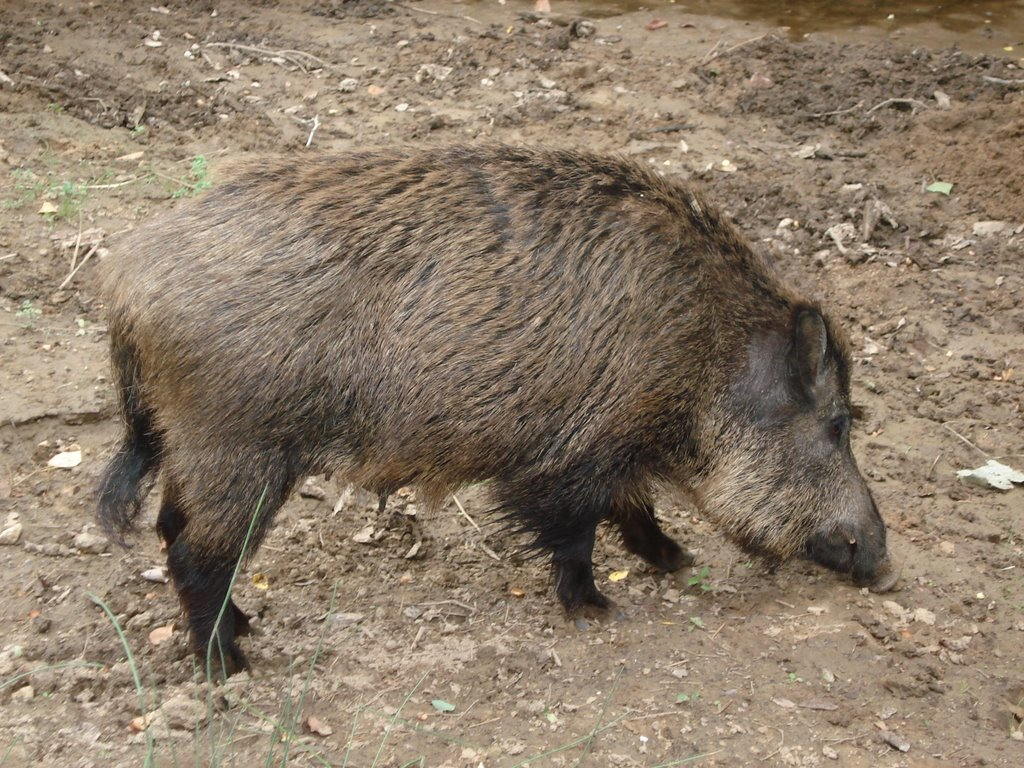
Jabalí

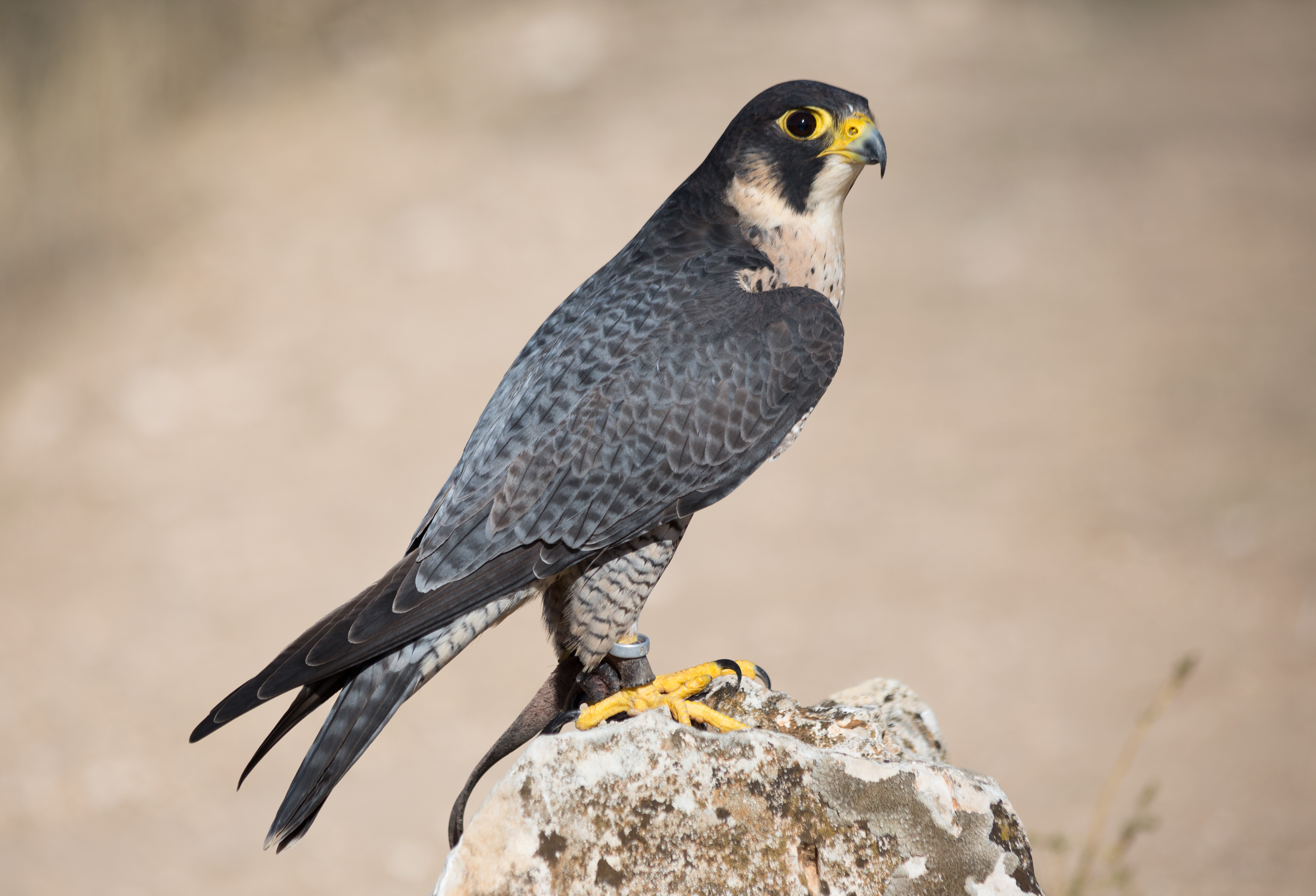
Halcón peregrino

La fauna que se puede encontrar en el término municipal de Guadalajara varía en función de los distintos hábitats que en él existen según las características y exigencias de cada una de las especies.
Zona agrícola
Se trata de zonas cultivadas, abiertas y sin apenas vegetación arbórea.
Entre los mamíferos cabe destacar únicamente el topillo común y la liebre. Entre la avifauna podemos encontrar, el aguilucho cenizo, el aguilucho pálido, el estornino negro, el cuervo, la urraca, la grajilla, la codorniz común, la perdiz roja, la lavandera blanca, el gorrión común, el gorrión molinero, la golondrina común, el triguero, la lechuza común y la cigüeña blanca.
Zona de matorral
Hábitat con menos alteración provocada por el hombre y que acoge una abundante fauna. Los mamíferos que se pueden observar son el conejo, el ratón moruno, la musaraña gris y el turón.
Entre la avifauna cabe destacar las siguientes especies: el cernícalo vulgar, el milano negro, la urraca, el chotacabras gris, el abejarruco común, la curruca rabilarga y la tornillera, la alondra común, la tarabilla común, la cogujada común, la perdiz común, la cogujada montesina, el gorrión chillón, la terrera común, el alcaudón real, la ortega, la calandria común, la collalba gris y la collaba rubia.
Los reptiles y anfibios que se pueden encontrar en este biotopo son: el sapo corredor, la lagartija colirroja, la lagartija colilarga, la lagartija cenicienta, el lagarto ocelado, la culebra bastarda y la culebra de cogulla.
Ribera
Este biotopo alberga un refugio muy importante de vegetación y fauna, a la vez que ejerce de corredor ecológico. El soto del Henares es la principal representación de este hábitat en el municipio.
Las aves que se pueden observar son, el mirlo común, el pito real, la abubilla, el pico picapinos, el jilguero, el gorrión molinero, el verderón común, la oropéndola, el cuco, el chochín, el petirrojo, el ruiseñor bastardo, el martín pescador, la focha común, el ánade real, el ánade azulón, la polla de agua, el zampullín chico, la garza real y el andarríos chico.
Entre los mamíferos podemos encontrar la rata de agua y la comadreja.
Los anfibios y reptiles adaptados a este entorno son el sapo común, el sapo de espuelas, el sapillo moteado común, el galápago leproso, la rana común, el gallipato y la culebra de agua.
Entre la fauna acuática se encuentran el barbo, la boga de río, la carpa común, el pez sol, el gobio, la perca americana y el lucio.
Zonas boscosas
Las áreas boscosas ubicadas en el término municipal albergan una gran cantidad de aves. Las más destacadas son el azor, el ratonero común, el aguilucho cenizo, el gavilán, el águila calzada, el cernícalo vulgar, el alcotán europeo, el halcón peregrino, el autillo, el cárabo común, el búho chico, el carbonero garrapinos, el piquituerto, la totovía, el pinzón vulgar o la paloma torcaz. Se han encontrado nidificaciones de águila real y búho real en zonas límites al término, por lo que es probable que estas aves usen los habítatas de la ciudad.
Entre los mamíferos podemos encontrar topos y ratones, el gato montés, la comadreja, el zorro, el jabalí, el lirón careto, la jineta, la garduña, la liebre y el conejo.
Hábitat urbano
La fauna que habita en las zonas urbanas están adaptadas a la convivencia con el ser humana y son poco exigente en las condiciones de sus hábitats.
Escasos son los mamíferos que podemos encontrar en el hábitat urbano, cabe destacar el ratón doméstico y la rata parda.
Entre la avifauna encontramos el cernícalo vulgar, el avión común, el mirlo común, el estornino negro, el carbonero común, la lavandera blanca, el herrerillo común, el pinzón vulgar, el verdecillo, el verderón común, el petirrojo, el gorrión común, la tórtola turca, el vencejo común, la grajilla y el avión roquero.
Por último hay que reseñar dos especies de reptiles, la lagartija ibérica y la salamanquesa común.

### Parques y parajes naturales
Espacios naturales protegidos
En el término municipal se encuentran una serie de Hábitats de Interés que se encuentran protegidos por normativa europea y regional. Están clasificadas como suelo no urbanizable de protección.

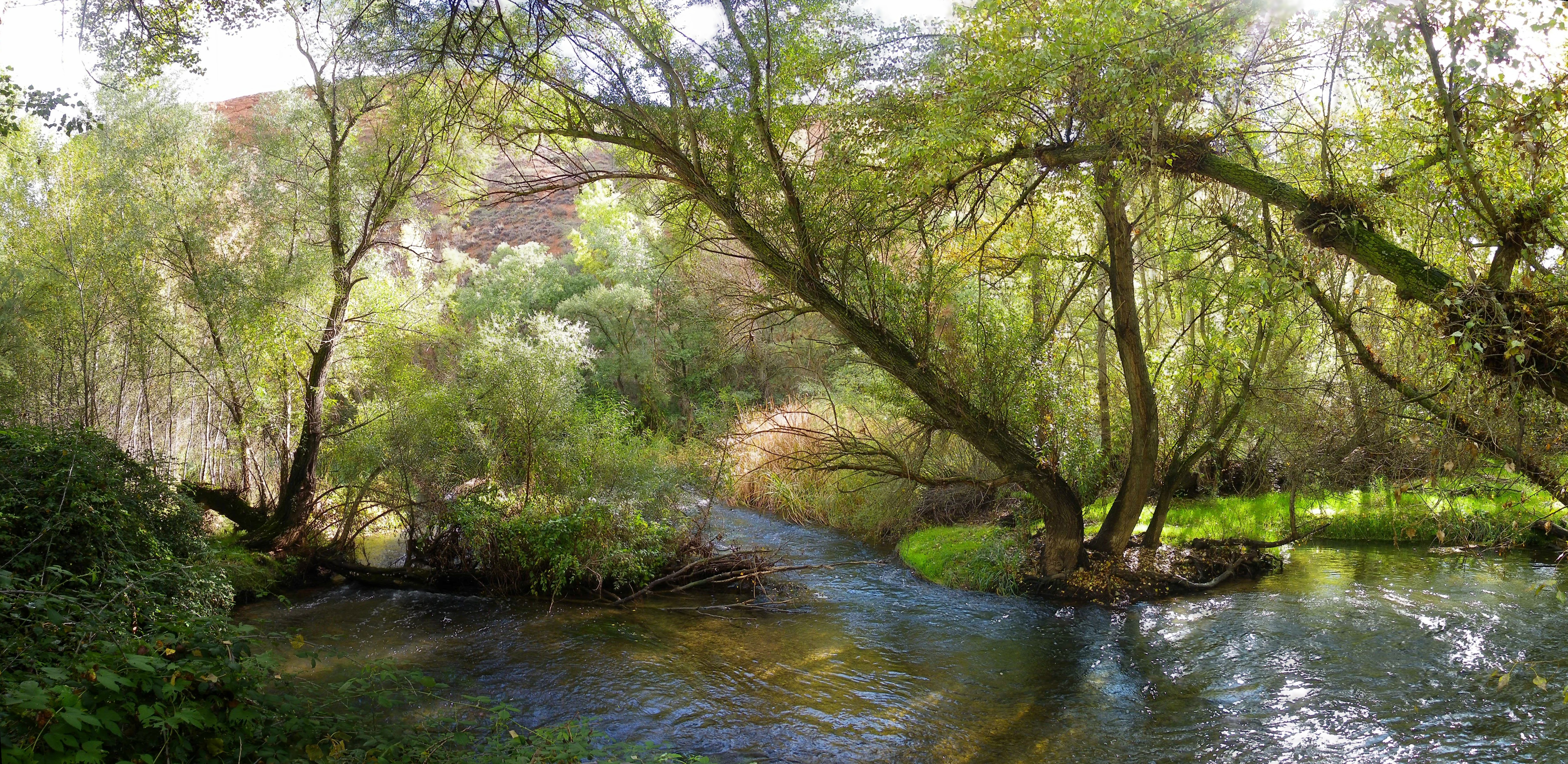
Lugar de Importancia Comunitaria «Riberas del Henares»

- El lugar de importancia comunitaria Riberas del Henares (código ES4240003) extiende su cobertura en Guadalajara a algunos kilómetros del río Henares (50,42 hectáreas). Su variada vegetación está considerada Hábitat de Protección Especial por la ley de Conservación de la Naturaleza de Castilla-La Mancha. Este tramo de río es un corredor biológico para la nutria y alberga especies piscícolas de interés comunitario como la colmilleja y la bermejuela.[28]
- Las Masas forestales naturales de encina están catalogadas como Hábitat de Interés Comunitario, junto con enebrales y quejigares que también gozan de protección.[28]
- Los Tarayales y alamedas blancas son formaciones vegetales con consideración de Hábitat de Protección Especial. La zona se clasifica como suelo rústico de protección natural.[28]
- Las Zonas subestépicas de gramíneas están incluidas en el Anexo I de la Directiva 92/43/CEE como hábitat de interés comunitario prioritario, también está clasificado como suelo rústico de protección natural.[28]
- Los Elementos geomorfológicos de interés se encuentran al sur y al este del término. Son manifestaciones exokársticas de tipo dolina y uvala. Están incluidas en el Catálogo de Hábitat de Protección Especial y son suelo rústico de protección natural.[28]

Espacios verdes urbanos
La ciudad es uno de los municipios de España con más metros cuadrados por habitante de zona verde, casi veinte por vecino.
- Parque de la Constitución
- Parque de la Concordia
- Parque de la Amistad
- Parque de San Roque
- Parque de las Lomas
- Parque lineal del Barranco del Alamín

Parajes naturales
- El Sotillo, área recreativa junto al poblado de Villaflores y la Cañada Real de las Matas
- El Clavín, con cuevas y vista panorámica de la ciudad y de la vega del Henares
- Finca de Castillejos, bosque de ribera junto al río Henares
- Peña Hueva y Pico del Águila, entre Taracena y Valdenoches

## Historia

### Historia antigua

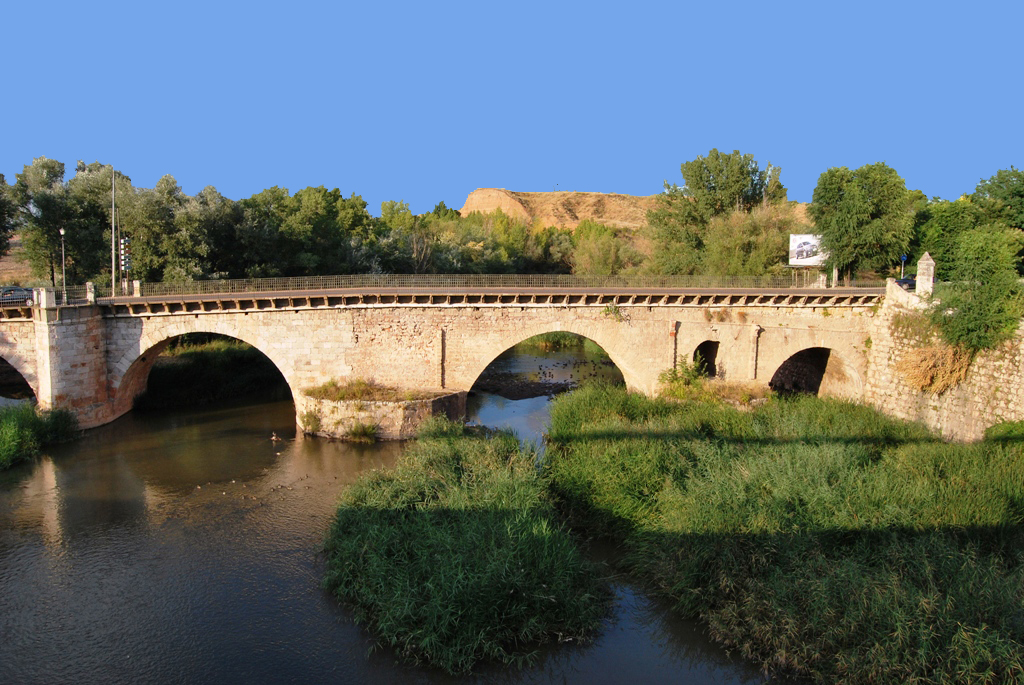
Puente del Henares, la obra más antigua conservada

El Itinerario de Antonino sitúa en la vía Domiciana el asentamiento carpetano de Arriaca, que los historiadores han ido emplazando en las cercanías de Guadalajara, bien al norte de la ciudad, junto al río Henares, bien en el barrio de la Alcallería, bien entre Marchamalo, Usanos y Fontanar. Sin embargo, no hay constancia arqueológica de Arriaca ni de ningún otro asentamiento fijo cerca de la ciudad de Guadalajara por lo que poco se puede aportar sobre el origen de Guadalajara en Arriaca.
Otro origen celtíbero de Guadalajara se sitúa en la existencia del antiguo asentamiento de Carae o Caraca, descrito por Plutarco como unas cuevas situadas a orillas del río Tagonio, identificado posteriormente con el Henares. Sin embargo, investigaciones de los siglos XX y XXI han situado este asentamiento en la localidad madrileña de Carabaña, a orillas del río Tajuña, con el cual se ha identificado al Tagonio, o en la guadalajareña de Driebes, a orillas del río Tajo.
Si bien, de no tener absoluta seguridad de la situación de estos dos asentamientos en las cercanías de la ciudad de Guadalajara, si
se han descubierto en toda la vega del río Henares restos arqueológicos de diversas épocas, desde el Neolítico hasta visigóticos, como necrópolis, cerámicas o algunas partes de origen romano del puente del Henares. Pese a todo, no hay nada que indique un asentamiento permanente de población en Guadalajara antes del siglo VIII con la fundación de la madīnat al-Faray andalusí.

### Historia medieval
Fundación andalusí

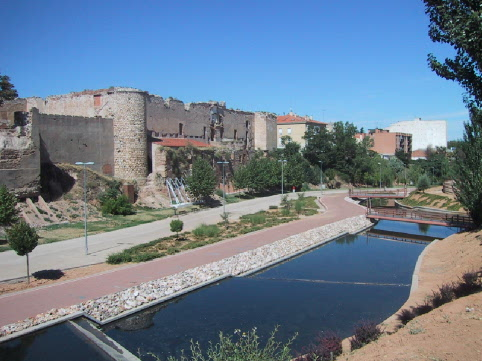
El alcázar sobre el barranco del Alamín es uno de los pocos restos que quedan de la antigua wād al-ḥaŷara

Los primeros indicios de la actual ciudad de Guadalajara datan del siglo VIII, como una ciudad amurallada de la cora de Santaveria, en la Marca Media andalusí, llamada madīnat al-Faray, a orillas del wad al-ḥayara, actual río Henares y que poco después cedería el nombre a la ciudad. Desde entonces se empieza a configurar una ciudad alargada en un cerro sobre el río, que llegaría a convertirse en una ciudad fortaleza cuando se concluyó en el siglo IX el alcázar. Durante este período, Guadalajara es testigo de las disputas por el poder de los clanes bereberes Banu Salim y los muladíes Banu Qasi. Hacia el 862 el ejército de Musa ibn Musa sitia la ciudad y asalta el alcázar, donde se alojaba su yerno Izraq ibn Muntil, por hacerse con el control de Guadalajara. Musa cae herido en la batalla y muere en su posterior llegada a Tudela.
El califa Abd al-Rahman III visitó la ciudad con asiduidad y utilizó el alcázar como base militar por ser lugar de paso hacia las batallas con los reinos cristianos del norte de la península ibérica. En 920, durante la campaña de Muez, Abd al-Rahman III utiliza el alcázar como base de operaciones para planear las estrategias de las batallas.

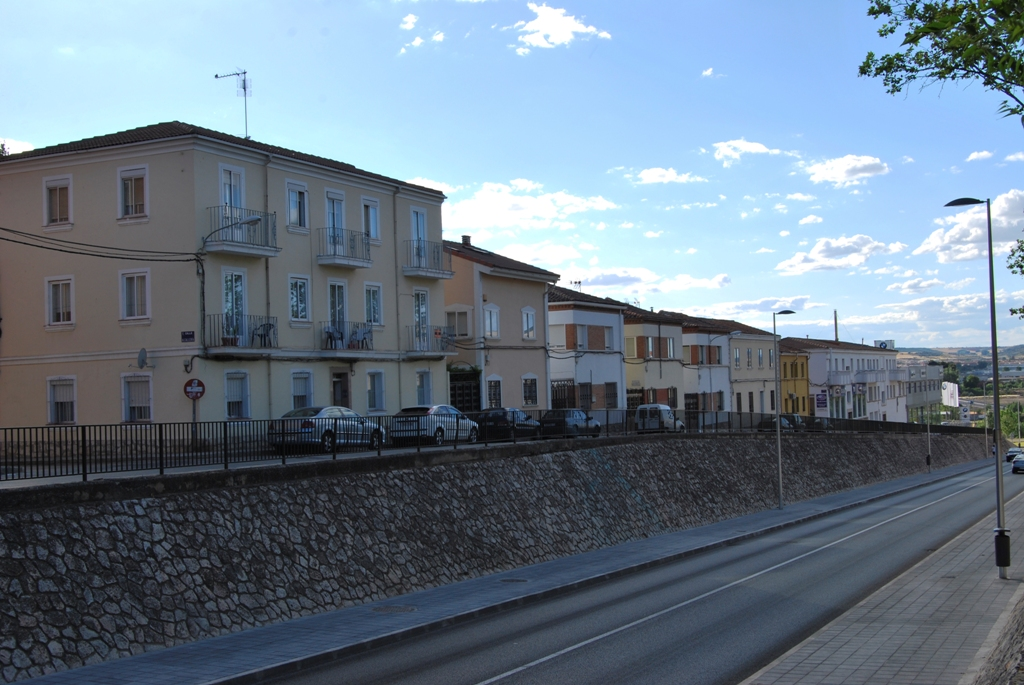
El barrio de la Alcallería es el origen de madīnat al-Faray y desde la ampliación de la ciudad más allá del alcázar, albergó los talleres de los alcalleros y cacharreros

La historia de Guadalajara durante la época andalusí es poco conocida más allá de estos hechos. Sin embargo, es reconocible de esta época el puente del Henares, el alcázar, la base de la concatedral de Santa María, construida sobre una antigua mezquita, y la estructura urbana del centro histórico de la ciudad. En cuanto a este, la ciudad se alzaba sobre una terraza del río y protegida por el barranco del Alamín al lado nordeste y por el del Coquín al suroeste, y encontraba separada en dos partes. Por un lado, la Alcallería en la entrada de la ciudad desde el río, que se extendía en una estrecha franja desde el puente hasta el alcázar y que se encontraba rodeada de una débil muralla. Constituía una zona industrial de varios talleres artesanales. Y por otro lado, el poblamiento, rodeado de una espesa muralla y de varios torreones. La muralla tenía cinco puertas de acceso a la ciudad y una que unía la Alcallería del resto de la ciudad, la de Bradamarte. Las que daban acceso a la ciudad eran la puerta del Puente, en la Alcallería, la de la Feria en el suroeste, la del Mercado y la de Bejanque al este y la del Alamín al nordeste. Cada puerta estaba protegida por un torreón, de los que todavía quedan en pie los de la Feria y del Alamín, también queda la puerta de Bejanque. Las calles eran tortuosas y estrechas para su correcta protección ante una invasión enemiga.
El dominio andalusí de la ciudad fue de casi cuatro siglos, hasta que a finales del siglo XI pasó a manos de Alfonso VI de León.
Conquista leonesa

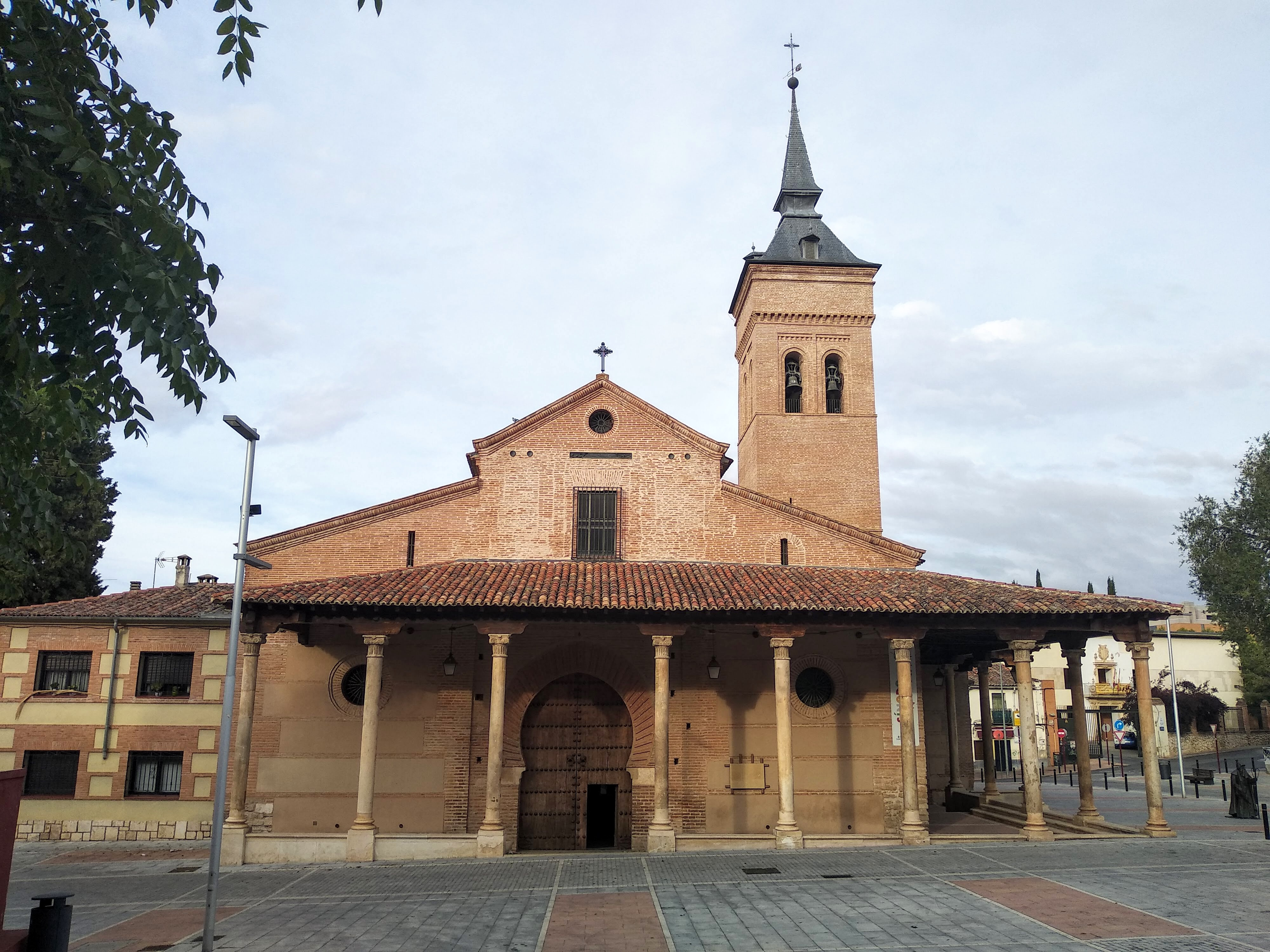
La iglesia de Santa María fue icono del nuevo poder cristiano al ser instalada en una antigua mezquita

La conquista de Guadalajara por el Reino de León se enmarca dentro del proceso de conquista de la taifa de Toledo. Guadalajara fue protagonista de algunas incursiones de saqueo a cargo de Fernando I de León a finales de los años 1050. Sin embargo, hasta finales del siglo XI Guadalajara no pasa a manos del rey de León, entonces Alfonso VI. Tanto la supuesta autoría como el hecho mismo de la conquista definitiva de la ciudad no están claros y han dado pie a diversas leyendas no contrastadas. Las más socorridas indican a Álvar Fáñez, lugarteniente de El Cid, como el que dirige a las tropas leonesas y castellanas en la toma de la ciudad en la primavera de 1085. Los estudios más recientes indican que Al-Mamún, rey de la taifa de Toledo, cedió la ciudad y otros lugares cercanos a Alfonso VI con el fin de ayudarle a ocupar el trono de León frente a su hermano Sancho II, por lo que la ciudad pasó a manos leonesas en cuanto Alfonso accedió al trono leonés en 1072.
Tras la caída de la taifa de Toledo, la ciudad corrió el riesgo de volver a ser conquistada por los almorávides en 1110 y 1113 tras el avance de sus tropas a partir de la batalla de Zalaca, y por los almohades en 1196, hasta que la batalla de las Navas de Tolosa en 1212 alejó definitivamente la frontera de Al-Ándalus de la Extremadura castellana.
La presura en Guadalajara fue iniciada ya por Alfonso VI, aunque Urraca I y, sobre todo, Alfonso VII la impulsaron mayormente con la llegada de soldados franceses en busca del botín de las guerras contra los almohades y de grandes familias en busca de nuevas tierras procedentes del norte de Castilla y de Navarra, como los Orozco y los Mendoza. Alfonso VII fue también quien concedió a Guadalajara un primer fuero en 1133, con el que la hizo cabeza de un común de villa y tierra de realengo, y que fue substituido en 1219 por otro nuevo, conocido como fuero largo, concedido por Fernando III, en el que se estableció un concejo y se amplió su jurisdicción.
Durante el reinado de Alfonso X, la protección del rey aseguró el desarrollo económico de la población, mediante la defensa de sus comerciantes y la autorización de sus ferias y mercados.
El Renacimiento y Los Mendoza
En la segunda mitad del siglo XIV se estableció en Guadalajara la familia Mendoza, cuyo destino en adelante marcó el de la ciudad. Entre los miembros de esta familia figuran Íñigo López de Mendoza, el marqués de Santillana (1398-1458), y Pedro González de Mendoza (1428-1495), gran cardenal de España y consejero de los Reyes Católicos. El ascenso de la familia Mendoza, que desde 1475 ostenta el título de duque del Infantado, supuso que la corte señorial de los duques actuara de motor económico de la vida urbana. En 1460, el rey Enrique IV concedió a Guadalajara el título de ciudad y confirmó su voto en Cortes, con motivo de los desposorios de su valido Beltrán de la Cueva con Mencía de Mendoza y Luna, hija de Diego Hurtado de Mendoza, I duque del Infantado.

### Historia moderna

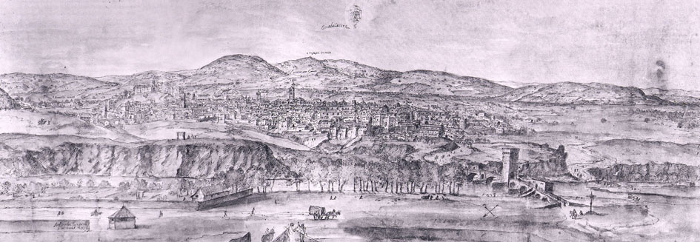
Guadalajara en 1565 según dibujo de Anton van den Wyngaerde

Tras el auge del siglo XVI, durante el siglo siguiente los Mendoza trasladaron su sede a Madrid, mermando el desarrollo de la ciudad. Durante la guerra de sucesión española, Guadalajara fue saqueada. En el siglo XVIII Felipe V ordenó el establecimiento de la Real Fábrica de Paños de Guadalajara, que funcionó en el Álcazar hasta principios del siglo XIX. Son de destacar las dos bodas reales que tuvieron lugar en la ciudad. La primera entre Felipe II e Isabel de Valois en 1559 y la segunda entre Felipe V e Isabel de Farnesio en 1714, ambas tuvieron lugar en el Palacio del Infantado

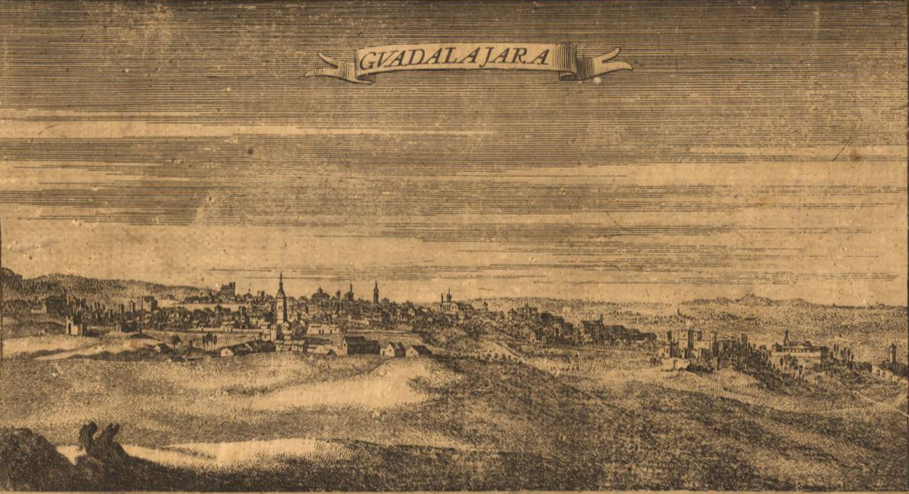
Guadalajara en 1687 según grabado de Juan Francisco Leonardo

### Historia contemporánea
El siglo XIX se inicia con dos reveses para la ciudad: por un lado, en 1808 Guadalajara fue tomada por el ejército francés al mando del general Joseph Léopold Sigisbert Hugo, padre del escritor Víctor Hugo, durante la Guerra de la Independencia y fue parcialmente destruida en 1813; y por otro, el cierre de la Real Fábrica de Paños en 1822 por su escaso beneficio y la caída de la artesanía y del comercio debido la fuerte atracción del mercado madrileño que provoca una fuerte emigración y que cada vez más Guadalajara dependa de la capital de España.
En 1812 fue creada la Diputación Provincial de Guadalajara con Molina y la división territorial de España de 1833 diseñada por Javier de Burgos estableció la provincia de Guadalajara, que en 1840 fija definitivamente la capital de provincia y sede de instituciones públicas en la ciudad de Guadalajara, en detrimento de Molina de Aragón. Aun así, la situación excéntrica de la capital de una provincia tan extensa y con tan malas comunicaciones, provoca que no pueda ejercer una verdadera influencia sobre gran parte de la misma, sobre todo ante la fuerte personalidad histórica de Sigüenza y de Molina, con lo que, al contrario de lo que sucede en otras nuevas capitales provinciales, esta función no genera un desarrollo industrial y comercial a corto plazo.
Se instala la Academia de Ingenieros Militares. El crecimiento, durante la segunda mitad del siglo XIX hasta bien entrado el siglo XX, es lento, centrado en las actividades de sede administrativa y sin desarrollo industrial.
Después de la Guerra Civil (1936-1939), que supuso notables daños a la ciudad, Guadalajara fue incluida en 1959 en los planes de desarrollo como polígono de descongestión industrial de Madrid, siendo desde entonces la ciudad que ha logrado en los últimos años una de los mayores tasas de crecimiento relativo de España. Actualmente se encuentra inmersa en planes de desarrollo urbanístico que están haciendo que su población haya aumentado considerablemente. Se han inaugurado nuevos barrios, como Aguas Vivas en el norte de la ciudad.
En los últimos años se ha registrado una gran desarrollo urbanístico, con el consiguiente incremento de los precios de la vivienda.

## Demografía
Guadalajara cuenta con una población de 90 909 habitantes (INE 2024).

## Evolución demográfica histórica
Evolución demográfica según los censos.
| Gráfica de evolución demográfica de Guadalajara entre 1842 y 2021 |
| |
| Población de derecho según los censos de población del INE Población de hecho según los censos de población del INEEntre el censo de 1970 y el anterior, crece el término del municipio porque incorpora a Iriépal, Taracena y Valdenoches Entre el censo de 1981 y el anterior, crece el término del municipio porque incorpora a Marchamalo y Usanos |

### Núcleos de población
El término municipal de Guadalajara ocupa 235,51 km². Además de la ciudad de Guadalajara lo conforman seis núcleos de población: las pedanías de Iriépal, Taracena, Valdenoches (agregados en 1969) y Usanos (agregado en 1973), que forma un exclave del municipio entre Marchamalo, Cabanillas del Campo, Fuentelahiguera de Albatages, Málaga del Fresno y Fontanar, y las urbanizaciones Bellavista y El Clavín, que comparte con Chiloeches. La segregación en 1999 del municipio de Marchamalo, que desde 1973 había sido incorporado al pueblo, explica la actual discontinuidad del término de Guadalajara entre la capital y el exclave de Usanos.
| Núcleo                                                                                                 | Coordenadas                               | Población (2014) | Población (2015) | Distancia (km) |
| --- | ----------------------------------------- | ---------------- | ---------------- | -------------- |
| Guadalajara                                                                                            | 40°38′0″N 3°10′0″O / 40.63333, -3.16667   | 81 940           | 81 660           | 0              |
| Iriépal                                                                                                | 40°38′19″N 3°7′13″O / 40.63861, -3.12028  | 837              | 837              | 5              |
| Taracena                                                                                               | 40°39′14″N 3°7′37″O / 40.65389, -3.12694  | 550              | 514              | 4              |
| Usanos                                                                                                 | 40°42′51″N 3°16′13″O / 40.71417, -3.27028 | 233              | 212              | 17             |
| Valdenoches                                                                                            | 40°41′0″N 3°5′26″O / 40.68333, -3.09056   | 160              | 168              | 10             |
| Bellavista                                                                                             | 40°36′29″N 3°07′04″O / 40.60806, -3.11778 |                  |                  | 6              |
| El Clavín                                                                                              | 40°35′52″N 3°08′59″O / 40.59778, -3.14972 |                  |                  | 5              |
| Villaflores                                                                                            | 40°35′54″N 3°07′07″O / 40.59833, -3.11861 | 0                | 0                | 7              |
| Villaflores                                                                                            | 40°36′25″N 3°06′39″O / 40.60694, -3.11083 | 0                | 0                | 9              |
| Total                                                                                                  |                                           | 83 720           | 83 391           |                |
| \| Guadalajara Usanos Valdenoches Iriépal Taracena Bellavista El Clavín Villaflores Urb.Villaflores \| |                                           |                  |                  |                |
| Guadalajara Usanos Valdenoches Iriépal Taracena Bellavista El Clavín Villaflores Urb.Villaflores       |                                           |                  |                  |                |

### Población
Según el censo de población de 2016 del INE, el municipio de Guadalajara contaba con 83 633 habitantes, de los cuales 40 258 (48,14 %) eran varones y 43 375 (51,86 %) eran mujeres, lo que le convierte en el municipio más poblado de la provincia y el tercero de Castilla-La Mancha. En cuanto a su distribución, 81 931 vivían en Guadalajara, 818 en Iriépal, 529 en Taracena, 202 en Usanos y 153 en Valdenoches. En 2018 contaba con 84 910 habitantes.
La población extranjera empadronada en 2015 sumaba un total de 10 020 habitantes (12,01 % del total), siendo las nacionalidades más numerosas la rumana (3481), la marroquí (1896 habitantes), la peruana (486), la china (436) y la búlgara (407).

### Urbanismo
Ciudad andalusí

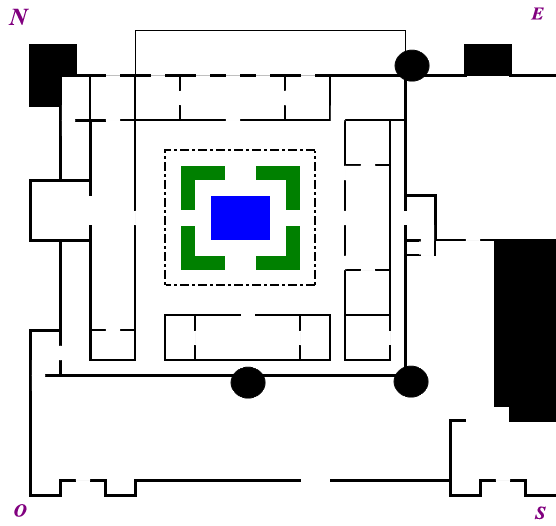
Esquema del alcázar

La ciudad de Guadalajara se encuentra situada sobre una loma a cuyos pies fluye el río Henares. Los primeros asientos carpetanos se encuentran situados en el margen del río y desde ahí la ciudad se ha ido expandiendo hacia arriba por cuestiones puramente defensivas. Se han descubierto numerosos restos arqueológicos de épocas desde el Neolítico pero no hay indicios de un asentamiento permanente de población en Guadalajara antes del siglo VIII con la fundación de madīnat al-Faray andalusí.
Existió una torre, hisn, destinada al control del territorio como primer asentamiento en el lugar, construcción que llevaba asociada un recinto amurallado para las tropas y la albacara para el refugio de la población rural en caso de peligro. Esta albacara fue posiblemente el origen del primer asentamiento estable en la ciudad, en lo que luego se denominó barrio de Cacharrerías o de la Alcallería, que al amparo de su protección se formaría el núcleo originario desde el cual se iniciaría la expansión de la ciudad. En resumen, alrededor del siglo IX tendríamos un núcleo urbano cerrado entre los muros de la antigua albacara, protegido por una construcción militar, bien el hisn primitivo o el alcázar, que si no estaba construido su inicio sería cuestión de poco tiempo. El crecimiento de la población en el interior de la albacara, ya convertido en arrabal de Cacharrerías, condujo a la expansión de la ciudad hacia las partes más altas del cerro.
Ciudad castellana
En el siglo XI el trazado de la ciudad correspondía a las formas de los barrancos, caminos principales y puertas de acceso. Ya en esta época es posible establecer una cierta zonificación, militar, religioso y civil por la ubicación de los edificios de la época. En 1085, Guadalajara se incorpora al reino de Castilla. A partir del siglo XII la aún villa de Guadalajara recibirá favores de los monarcas castellanos tendente a estimular el asentamiento de nueva población. En 1133 se declara villa realenga y se estimula un crecimiento aún más acelerado y la construcción de una muralla más amplia y fuerte que sustituye a la vieja levantada por los árabes. A mediados del siglo XII se levanta la construcción definitiva de las murallas, se construyen las puertas más significativas y se restaura el antiguo alcázar. Aunque barrios e instituciones crecieron fuera del trazado de la muralla, esta se mantuvo en buen estado durante toda la Edad Media.
El Renacimiento y la Edad Moderna
Llegado el siglo XIV se instalan en la ciudad los Mendoza y se levanta el palacio del Infantado además de otros palacios de la nobleza. Se establecen nuevos gremios, se fomenta la agricultura y ganadería y crece la población. La estructura urbana sufre ligeras modificaciones. El escaso interés defensivo de las murallas hacen que estas se descuiden y se proceda a su derribo para el aprovechamiento de los materiales. El caserío se densifica para dar cabida a la creciente población, se densifica y se estrecha el espacio público.

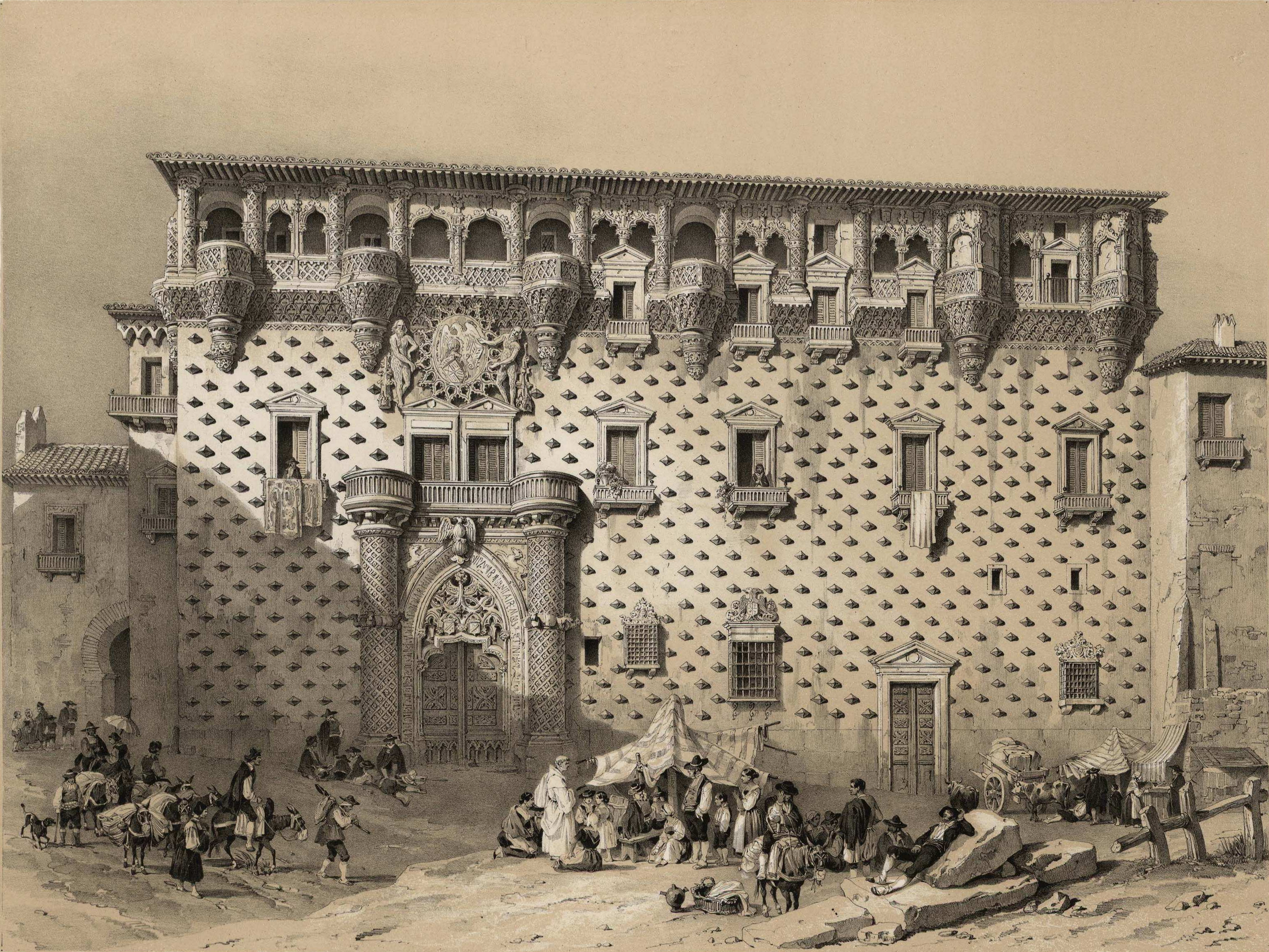
Palacio del Infantado

En 1585 se construye la casa del Consejo y se ensancha y aportala su plaza mayor. Se construyen numerosos conventos e instituciones de beneficencia religiosa, que causan gran impacto en la trama urbana de la ciudad, debido a su estructura compleja de edificios, huertos y patios. Durante el siglo XVII se produce la decadencia de Guadalajara. La ciudad pierde población y se abandonan numerosas casas y palacios. Disminuye la actividad comercial, agrícola y ganadera entrando en un periodo de decadencia económica en parte provocada por la guerra de sucesión. Para intentar frenar este declive el gobierno de Felipe V establece en 1718 la Real Fábrica de Paños de Guadalajara, que consigue revertir en cierta medida esa tendencia.
Edad Contemporánea
Ya en el siglo XIX tras los estragos provocados por las tropas napoleónicas en guerra de Independencia y el posterior cierre de la fábrica de paños se inicia una nueva etapa de decadencia. Disminuye la población, se destruye gran parte del caserío, los conventos descienden su actividad y sufren la desamortización de 1821. La fisonomía urbana se caracteriza por calles urbanas estrechas, viviendas en longuera, una amplia plaza mayor, y pequeñas plazuelas. Se mejoran las calles del casco antiguo, se realiza el alcantarillado, y la red de suministro de agua potable. La ciudad aparece descrita en el octavo volumen del Diccionario geográfico-estadístico-histórico de España y sus posesiones de Ultramar, contando por aquella época con una población de 5170 habitantes y unas 1139 casas. En 1880 se plantea el ensanche de la población aunque en superficies muy pequeñas, que constituyen los nuevos barrios obreros. Se plantean y construyen varios paseos y se construye el parque de la Concordia entre otros.

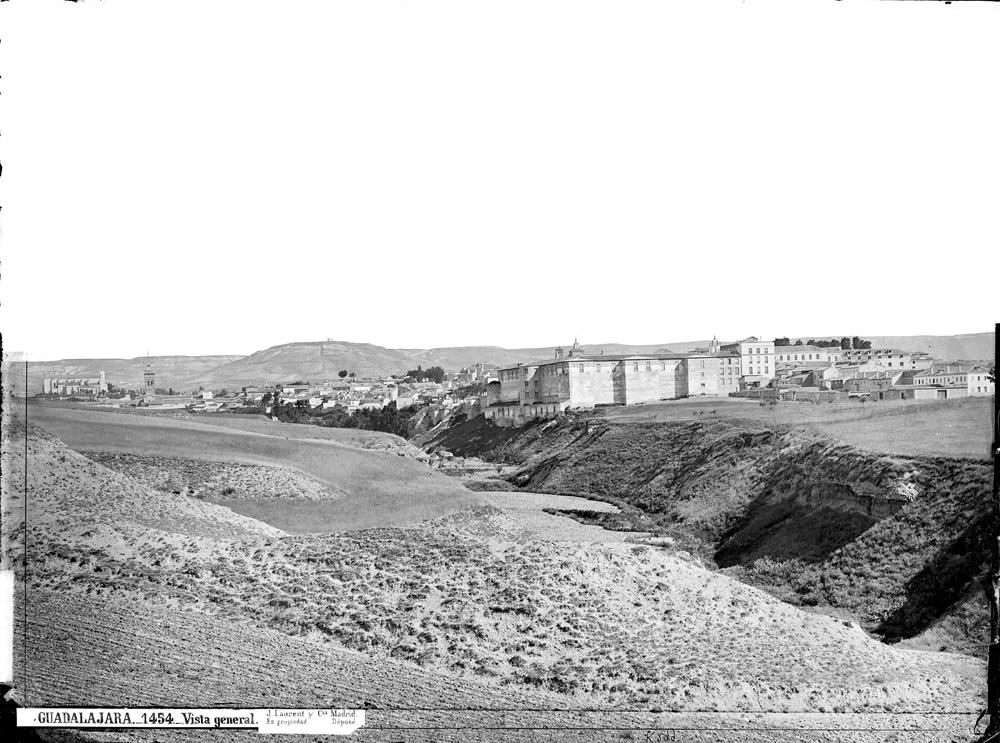
Vista desde el norte (c. 1872)

Como hitos de este siglo cabe destacar la llegada de la vía férrea Madrid- Barcelona, la constitución de Guadalajara como capital provincial, la llegada del suministro eléctrico a toda la ciudad, la construcción de diversos edificios emblemáticos por encargo de la duquesa de Sevillano, la creación de la Academia Militar de Ingenieros y la casa de la Maternidad.
En el siglo XX se produce la definitiva expansión de la ciudad y su consolidación como polo industrial. Este período se caracteriza por tres etapas. En la primera etapa, entre 1900 y 1936, la ciudad crece a partir de pequeños barrios de tipo ensanche para los primeros emigrantes industriales. Entre 1940 y 1962, corresponde a la reconstrucción de la posguerra y mantenimiento de las actividades industriales existentes. Las instituciones de la época tratan de resolver el problema de la vivienda actuando casi siempre sobre terrenos rústicos de periferia y sin planeamiento general. La población de Guadalajara viene manteniendo una acusada dinámica de crecimiento a lo largo de todo el último siglo.

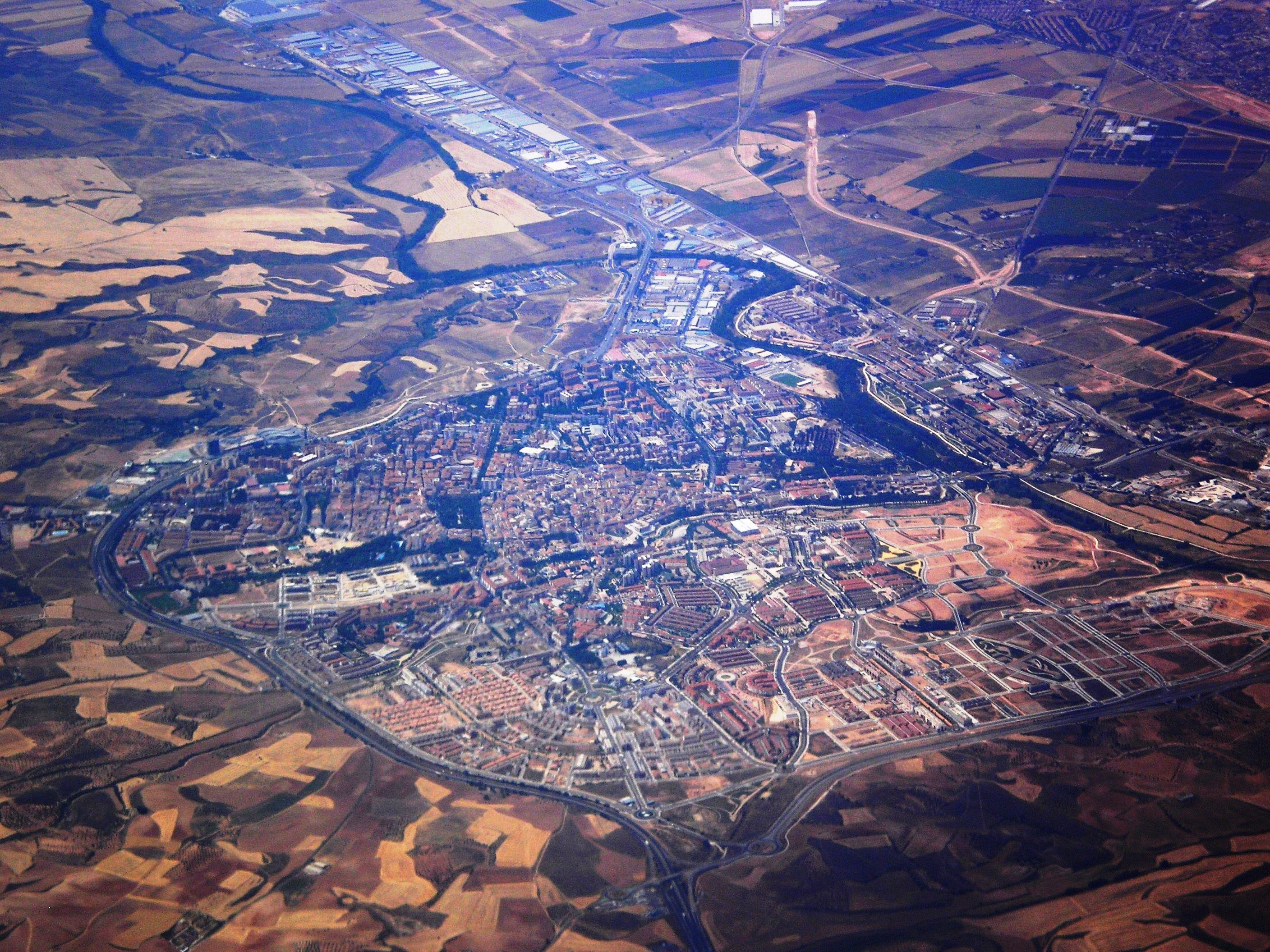
Vista aérea de Guadalajara en el, en la que se aprecian los nuevos desarrollos urbanísticos

A partir de 1962, se consagra Guadalajara como polígono de descongestión de Madrid y centro industrial lo que supone la construcción de diversos polígonos (El Balconcillo, Plan Sur, Manantiales, Estación, El Clavín y Bellavista) y la redacción del Plan General de Ordenación de 1962. Es en esta primera etapa del desarrollismo cuando el casco histórico de la ciudad sufre una degradación más evidente con la construcción de edificaciones de excesiva altura o con una diversidad de materiales ajenos al entorno en el que se levantan además de la desaparición de edificios de valor arquitectónico.
En el período comprendido entre los años 1960 y 1990, la población crece en 50 000 habitantes, se construyen más de 20 000 viviendas y se amplía la zona industrial hasta una superficie de 200 hectáreas.
A partir del año 2000, el período de bonanza económica junto con la mejora de las infraestructuras de transportes y la consolidación del Corredor del Henares como eje logístico del centro peninsular, han contribuido a la última transformación urbana de la ciudad de Guadalajara. La ciudad se va consolidando en dirección noreste, a través de los nuevos desarrollos urbanos (Los Valles, Aguas Vivas, Las Cañas, Salinera) creando un continuo urbano en torno al casco histórico y mejorando la permeabilidad entre barrios.

## Economía

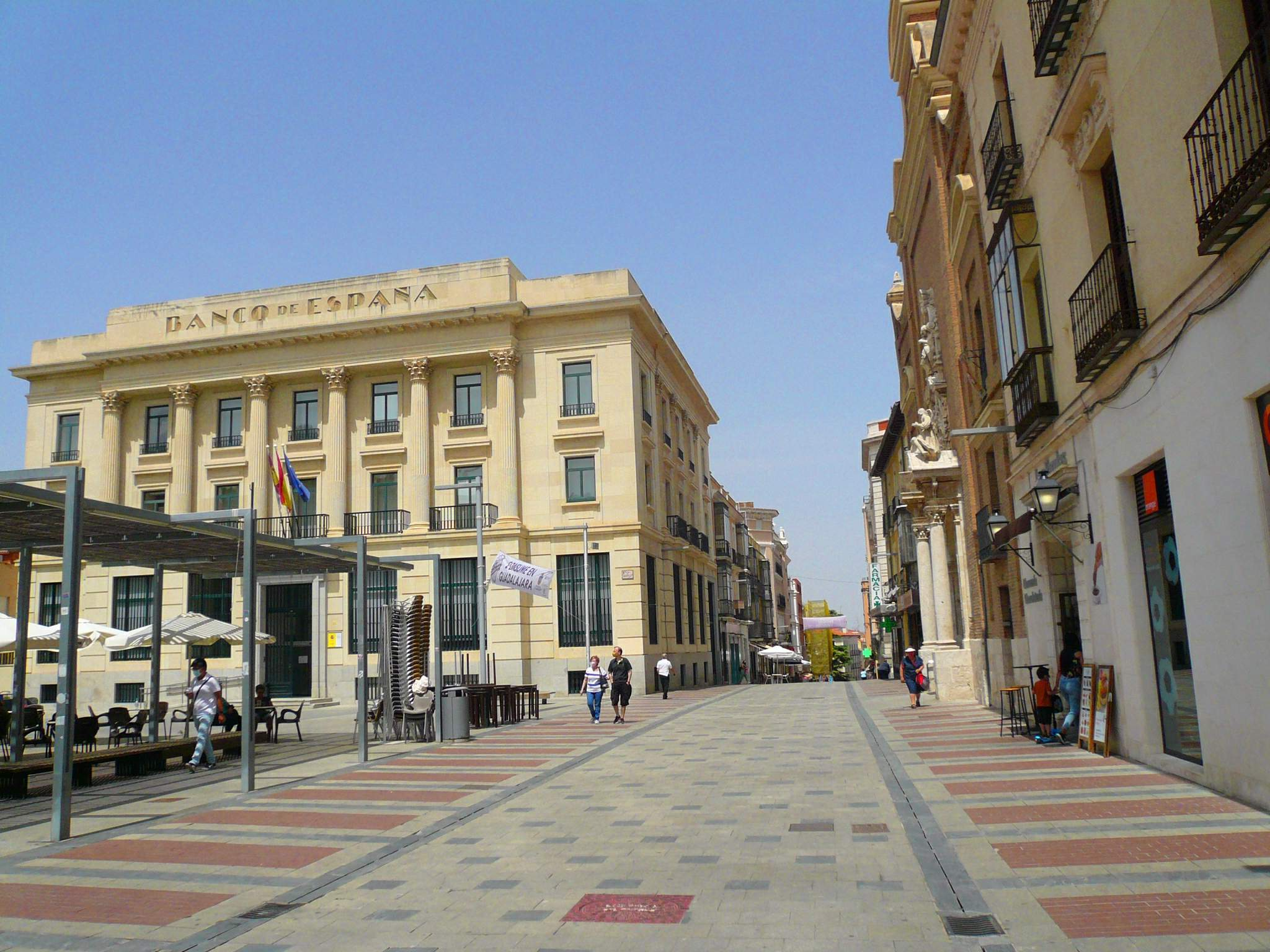
La calle Mayor conforma un importante eje comercial y financiero en la ciudad. En segundo plano, el edificio de la Delegación de Hacienda

La economía de Guadalajara está determinada por su situación en el Corredor del Henares, una de las zonas más industrializadas de España, y por su condición de capital de provincia. Hasta los años 1970 fue una ciudad administrativa y comercial. La saturación poblacional de Madrid y la expansión de su área metropolitana ha provocado una transformación de Guadalajara en una ciudad dormitorio de la capital del país, con la consecuente mejora de las comunicaciones entre ambas ciudades y la expansión industrial de Guadalajara. Desde entonces, la dependencia de Madrid es la que define la economía de Guadalajara.
El crecimiento industrial de Guadalajara está determinado por la construcción de dos polígonos industriales: el del Henares, dedicado principalmente a la industria pesada y semipesada, y el de El Balconcillo, para la industria ligera. A estos se les añadirá[¿cuándo?] el polígono del Ruiseñor, que se dedicará a la logística, a parque empresarial y a la alta tecnología.

## Administración y política

### Capitalidad
Guadalajara es la capital de la provincia homónima y por tanto es ahí donde se ubican todos los entes administrativos de ámbito provincial, tanto dependientes del gobierno autonómico como estatal. El Gobierno de España dispone de la subdelegación del gobierno en Guadalajara, dependiente del delegado del gobierno en la comunidad autónoma, con sede en Toledo. La subdelegación coordina el funcionamiento de las instituciones estatales que hay en la provincia. Por parte de la Junta de Comunidades de Castilla-La Mancha hay una delegación provincial de cada una de las consejerías de Gobierno, coordinadas por un delegado de Gobierno dependiente de la vicepresidencia primera del gobierno regional. Cabe mencionar asimismo la Diputación Provincial encargada de asegurar la prestación integral y adecuada en la totalidad del territorio provincial de los servicios de competencia municipal. En el ámbito eclesial la ciudad es subsede de la diócesis de Sigüenza-Guadalajara, sufragánea de la archidiócesis de Toledo. Además, y como consecuencia de su capitalidad, muchas organizaciones sociales, organismos públicos y empresas privadas tienen aquí ubicadas sus sedes provinciales.

### Gobierno municipal

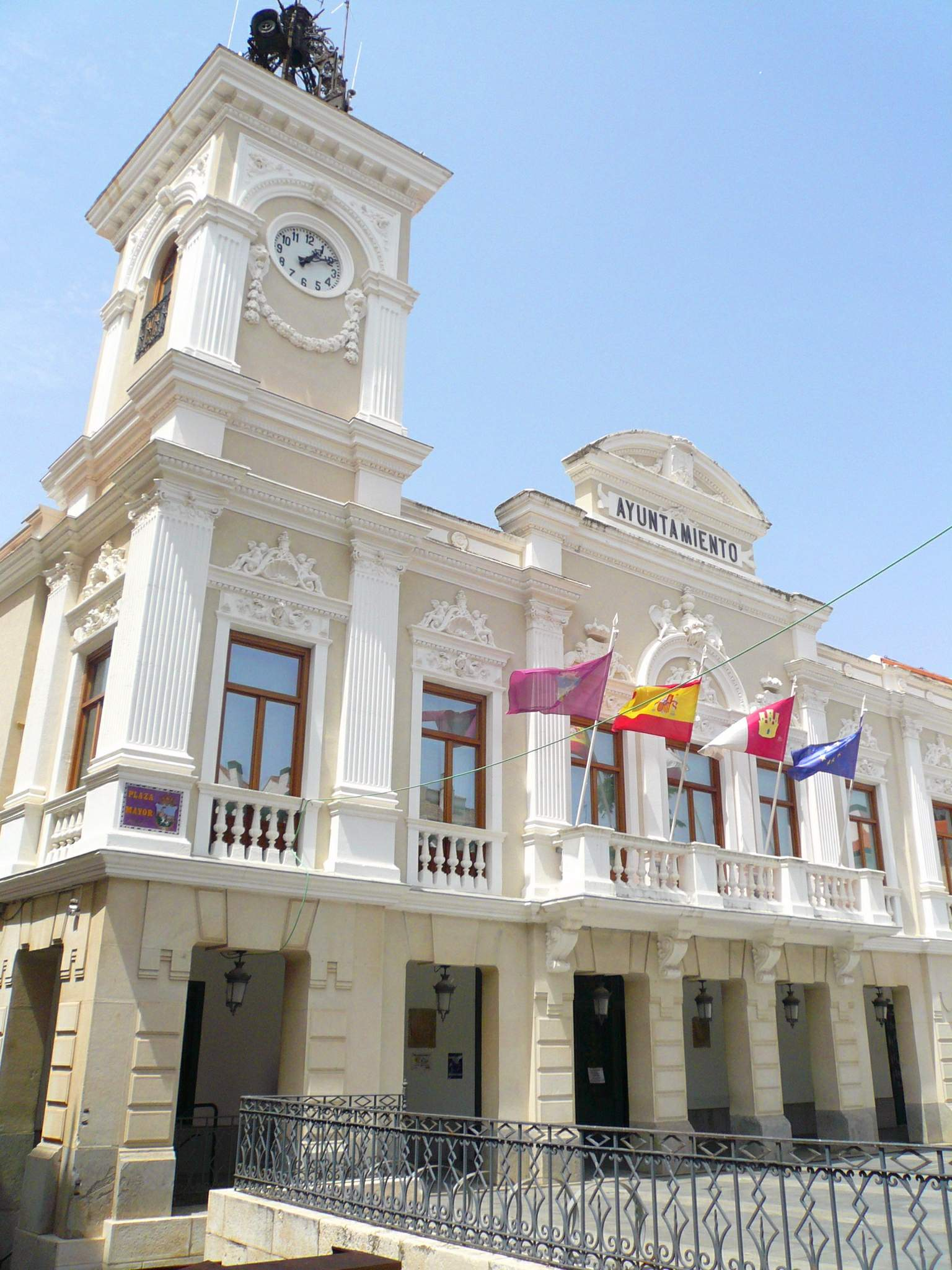
Casa consistorial, plaza Mayor

La administración política se realiza a través de un ayuntamiento de gestión democrática cuyos componentes se eligen cada cuatro años por sufragio universal desde las primeras elecciones municipales tras la reinstauración de la democracia en España, en 1979. El censo electoral está compuesto por los residentes mayores de 18 años empadronados en el municipio, ya sean de nacionalidad española o de cualquier país miembro de la Unión Europea. Según lo dispuesto en la Ley Orgánica del Régimen Electoral General, que establece el número de concejales elegibles en función de la población del municipio, la corporación municipal está formada por 25 concejales. La sede del ayuntamiento de Guadalajara se encuentra en la plaza Mayor de la capital alcarreña.
| Periodo   | Nombre                     | Partido | Partido                                  |
| --------- | -------------------------- | ------- | ---------------------------------------- |
| 1979-1991 | Javier Irízar Ortega       |         | Partido Socialista Obrero Español (PSOE) |
| 1991-1992 | Blanca Calvo Alonso-Cortés |         | Izquierda Unida (IU)                     |
| 1992-2003 | José María Bris Gallego    |         | Partido Popular (PP)                     |
| 2003-2007 | Jesús Alique López         |         | Partido Socialista Obrero Español (PSOE) |
| 2007-2019 | Antonio Román Jasanada     |         | Partido Popular (PP)                     |
| 2019-2023 | Alberto Rojo Blas          |         | Partido Socialista Obrero Español (PSOE) |
| 2023-act. | Ana Guarinos López         |         | Partido Popular (PP)                     |

| Partido político                               | 2023  | 2023   | 2023       | 2019  | 2019   | 2019       | 2015  | 2015   | 2015       | 2011  | 2011   | 2011       | 2007  | 2007   | 2007       | 2003  | 2003   | 2003       |
| Partido político                               | %     | Votos  | Concejales | %     | Votos  | Concejales | %     | Votos  | Concejales | %     | Votos  | Concejales | %     | Votos  | Concejales | %     | Votos  | Concejales |
| Partido Socialista Obrero Español (PSOE)       | 35,16 | 14 835 | 10         | 28,29 | 11 635 | 8          | 30,39 | 12 733 | 8          | 39,15 | 14 970 | 11         | 40,36 | 16 877 | 11         | 43,84 | 16 937 | 12         |
| Partido Popular (PP)                           | 31,49 | 13 169 | 9          | 31,18 | 13 158 | 8          | 37,22 | 15 307 | 11         | 54,21 | 22 783 | 16         | 49,65 | 18 987 | 13         | 44,46 | 17 176 | 12         |
| Vox                                            | 15,78 | 6600   | 4          | 7,66  | 3231   | 2          | 1,49  | 614    | 0          | —     | —      | —          | —     | —      | —          | —     | —      | —          |
| A Guadalajara Hay Que Quererla                 | 5,22  | 2185   | 1          | 6,21  | 2622   | 1          | —     | —      | —          | —     | —      | —          | —     | —      | —          | —     | —      | —          |
| Podemos-Izquierda Unida (IU)-Ahora Guadalajara | 3,35  | 1401   | 0          | 6,98  | 2947   | 1          | 6,11  | 2566   | 1          | 6,05  | 2314   | 1          | 16,81 | 6913   | 4          | 7,03  | 2715   | 1          |
| Ciudadanos (CS)                                | 1,77  | 743    | 0          | 12,15 | 5126   | 3          | 9,58  | 3939   | 2          | —     | —      | —          | —     | —      | —          | —     | —      | —          |

El pleno municipal constituye el órgano de máxima representación política de la ciudadanía en el gobierno municipal. Entre otras competencias, ejecuta la aprobación de las ordenanzas municipales, los presupuestos municipales, los planes de ordenación urbanística y el control y fiscalización de los órganos de gobierno. El pleno es convocado y presidido por el alcalde y está integrado por los 25 concejales del ayuntamiento. Las sesiones ordinarias se celebran como mínimo una vez al mes en el salón de plenos de la casa consistorial.
Áreas de gobierno y delegaciones de la alcaldía
El alcalde puede delegar sus competencias en la Junta de Gobierno, en los miembros de esta Junta, en los demás concejales o en otros órganos ejecutivos, según establece la Ley. Actualmente, las delegaciones de la Alcaldía se agrupan en cuatro áreas de gobierno.
La composición a partir de junio de 2015 de las áreas de gobierno del ayuntamiento es la siguiente:
| Gobierno interior, economía y hacienda |                              |
| Coordinación del área - Delegaciones de hacienda, gestión presupuestaria, recursos humanos, buen gobierno, transparencia y calidad, e-administración. | Alfonso Esteban Señor        |
| Delegaciones de contratación y compras, archivo, información, registro y padrón, parque móvil, empleo, promoción económica y desarrollo local, comercio y turismo, educación y universidad, patrimonio municipal y mercado.                                | Isabel Nogueroles Viñes      |
| Desarrollo urbano sostenible y Smart City |                              |
| Coordinación del área - delegaciones de urbanismo y vivienda, infraestructuras, obras públicas, gestión energética, movilidad urbana y transporte urbano, barrios anexionados y Poblado de Villaflores.                                                    | Jaime Carnicero de la Cámara |
| Delegaciones de Medio Ambiente (parques y jardines, zonas verdes, limpieza viaria, recogida de residuos sólidos urbanos), mantenimiento de edificios municipales, mantenimiento de vías públicas, ciclo integral del agua, zoo y finca de Los Castillejos. | Francisco José Úbeda Mira    |
| Familia, seguridad y bienestar social |                              |
| Coordinación del área - Delegaciones de policía, bomberos, protección civil, servicios jurídicos y consumo. | Encarnación Jiménez Mínguez  |
| Delegaciones de bienestar social, familia, infancia, juventud, mayores, inmigración, capacidades diferentes, igualdad, cooperación al desarrollo y relaciones con confesiones religiosas                                                                   | Verónica Renales Romo        |
| Cultura, deportes, fiestas, participación ciudadana y servicios del cementerio |                              |
| Coordinación del área - Delegaciones de cultura, fiestas, patrimonio histórico, participación ciudadana y relaciones con los medios de comunicación. | Armengol Engonga García      |
| Deportes y cementerio municipal | Eladio Freijo Muñoz          |

### Justicia
Guadalajara es sede de la Audiencia Provincial y cabeza del partido judicial de Guadalajara, cuya demarcación comprende a la capital más otros 54 municipios del centro, oeste y sur de la provincia.
Los servicios de la administración de justicia en la ciudad se distribuyen entre el edificio de la Audiencia Provincial en el paseo Fernández Iparraguirre y el edificio de los juzgados en la plaza Beladíez.

## Servicios

### Energía
Suministro eléctrico

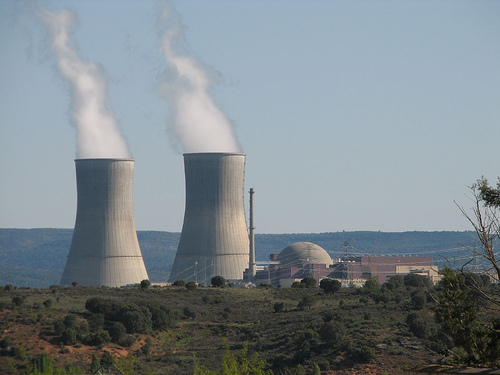
Central nuclear de Trillo, de donde proviene la energía consumida

El suministro eléctrico de la ciudad de Guadalajara no se produce dentro del término municipal, aunque sí en su provincia, principalmente en la central nuclear de Trillo. La demanda de energía para la ciudad en 2006 era de 163 kW/Ha para uso residencial, 750 kW/Ha para uso terciario y 1500 kW/Ha para uso industrial.
Para el caso de los equipamientos municipales, en 2012, el valor de la energía consumida en los edificios del ayuntamiento de Guadalajara era de 14 360 Jwh/año para un total de 87 930 m².
Dentro del territorio actúan distintas empresas del sector eléctrico según su posición en la cadena de valor del mercado: Red Eléctrica de España, que proporciona el servicio a las subestaciones de aquellas empresas que proveen de electricidad a los usuarios; Gas Natural e Iberdrola, que poseen las subestaciones y proporcionan el suministro directo a los usuarios; y finalmente las comercializadoras de energía eléctrica.
Las instalaciones existentes en la ciudad que dan soporte al suministro eléctrico son las siguientes: cinco subestaciones eléctricas, líneas de alta tensión: una de 400 kV, una de 220 kV, varias líneas de 132 kV, varias líneas de 66 kV; líneas de media tensión para usuarios de gran demanda y de ellas y a través de centros de transformación a baja tensión a usuarios de pequeña demanda.
Gas natural
El suministro de gas natural a la ciudad se realiza a través del ramal Torrejón-Guadalajara, derivado del gasoducto Madrid-Burgos, que opera a una presión de 72 atm. Enagás es la empresa encargada de la infraestructura. El abastecimiento de gas natural al usuario final, es realizado por la empresa Naturgy.
Petróleo y derivados
Aunque esta fuente de energía no es utilizada en ninguna de las actividades implantadas en la ciudad, existe un oleoducto que atraviesa el término municipal.
Dicho oleoducto, que es propiedad de CLH, comunica Rota con Zaragoza, y discurre por el este de la ciudad, situando alguno de sus tramos cerca de la autovía A-2.
Alumbrado público
El servicio de alumbrado público del ayuntamiento cuenta con 14 791 puntos de luz distribuidos por toda la ciudad. Tras la nueva concesión del servicio de energía eléctrica del ayuntamiento, se procedió en 2015 a la sustitución de todas las luminarias públicas de vapor de sodio por led. Este cambio de formato permitirá reducir el consumo energético un 69 % y una reducción total de las emisiones de CO2 de 4425 toneladas.

### Agua potable

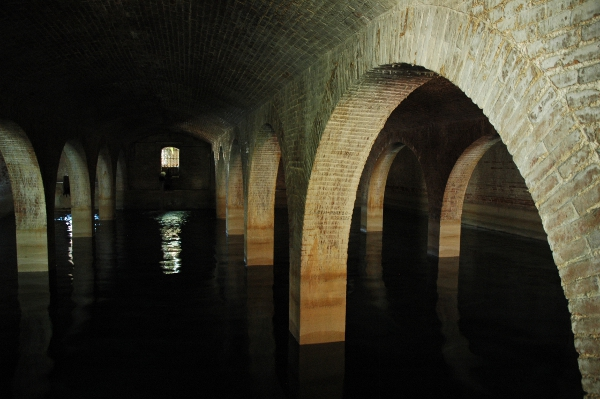
Interior del depósito de las aguas de Guadalajara

El suministro de agua potable de la ciudad de Guadalajara es llevado a cabo desde el 1 de septiembre de 2009, por medio de la empresa concesionaria Guadalagua. La duración del contrato es de 25 años. El consumo de agua potable en 2012 era de 120 litros por habitante y día, situándose este por debajo de la media nacional.
El agua consumida en Guadalajara es suministrada por la Mancomunidad de Aguas del Sorbe. Su captación principalmente se realiza en la presa de Beleña, en el río Sorbe, que tiene una capacidad de 53 hectómetros. El tratamiento de depuración y potabilización del agua se realiza en la estación de tratamiento de agua potable de Mohernando. El suministro se completa con tres manantiales que dan servicio a los barrios anexionados de Valdenoches, Usanos e Iriépal. Toda la red de abastecimiento transcurre por unos 400 kilómetros de tuberías, la red urbana presenta diámetros desde 60 mm a 700 mm y diversos materiales mientras que la red de los barrios anexionados presenta diámetros desde 40 mm hasta 60 mm.
El número de abonados abastecidos por la red municipal se cifra alrededor de los 39 000 y una población servida de cerca de 85 000, principalmente domicilios particulares. Estos representan el 85 % de los usuarios y el 70 % del consumo, mientras que el uso industrial engloba el 10 % de los abonados y el 30 % del agua consumida.
La depuración de las aguas residuales se realiza en la estación depuradora de Guadalajara. Dicha estación se localiza en el suroeste del núcleo de Guadalajara y fue ampliada en 2008. Tiene una capacidad de 45 000 m³/día para una población de 330 000 habitantes. El agua es vertida posteriormente al cauce del río Henares. Los cuatro núcleos que pertenecen al municipio de Guadalajara, Taracena, Iriépal, Valdenoches y Usanos, vierten sin ningún tipo de tratamiento a los cauces más cercanos.

### Limpieza
La recogida de basuras y enseres en la ciudad es llevada a cabo desde 2015 por el consorcio formado por las empresas Valoriza, filial de Sacyr y Gesum. La adjudicación tiene una duración de 15 años y un importe de 110,7 millones de euros. En el contrato de adjudicación se incluye además de la limpieza viaria y recogida y transporte de residuos sólidos urbanos, la recogida de ropa usada, el restablecimiento de la seguridad vial y medioambiental en caso de accidente de tráfico y la recogida de aceites usados, además de la recogida de restos vegetales o poda.
El total de residuos recogidos se resume en la siguiente tabla:
| Año         | Población   | Papel        | Vidrio     | Envases    | RSU           |
| 2013        | 83 806      | 1 141 850 kg | 702 220 kg | 771 070 kg | 23 182 200 kg |
| kg hab./año | kg hab./año | 13,62        | 8,38       | 9,20       | 276,62        |
| 2014        | 85 500      | 1 178 290 kg | 704 080 kg | 803 210 kg | 25 060 340 kg |
| kg hab./año | kg hab./año | 13,78        | 8,23       | 9,39       | 293,10        |

De las 23 182 toneladas de residuos urbanos recogidos en el año 2013, 3808 fueron recuperadas, junto con 1617 de la recogida selectiva de residuos.
La ciudad posee un punto limpio para la recogida específica de residuos que no son tratados por los medios habituales de reciclaje situados en el kilómetro 1 de la carretera de Fontanar.

### Educación
Actualmente la ciudad cuenta con 28 centros de enseñanza públicos y 18 privados. Existen 13 centros públicos de educación infantil, 16 centros de primaria (también pueden impartir educación infantil), 3 centros de educación primaria y ESO (también pueden impartir educación infantil), 8 centros de ESO y bachillerato y FP, 4 centros de primaria, ESO y bachillerato/FP, un centro especial de educación especial y un centro específico para adultos. La ciudad cuenta también con una escuela de arte y un conservatorio de música.

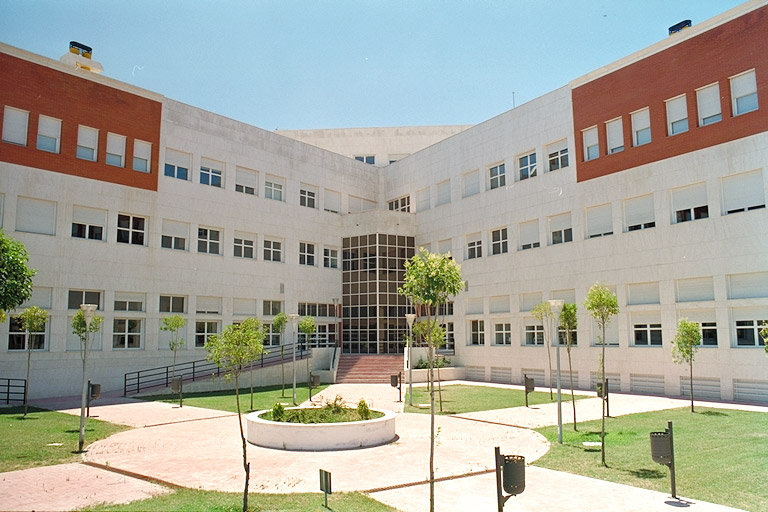
Edificio multidepartamental del Campus de la Universidad de Alcalá de Henares en Guadalajara

Por su cercanía geográfica los estudios universitarios en la ciudad están adscritos a la Universidad de Alcalá de Henares y no a la Universidad de Castilla-La Mancha. La UAH tiene un campus en la ciudad en el que se ofertan los estudios de Empresariales, Turismo, Arquitectura Técnica, Magisterio y Enfermería. En 2016 se firmó un acuerdo entre el ayuntamiento de Guadalajara, el gobierno regional, la Universidad de Alcalá y el Ministerio de Defensa para ubicar un nuevo campus en la ciudad. Este se levantará en los edificios del antiguo colegio de Huérfanas del Ejercito, o también llamado de María Cristina, cercano al Palacio del Infantado, e impartirá las titulaciones de Ingeniería Biomédica y Ciencias del Transporte y la Logística.
La Universidad Nacional de Educación a Distancia también tiene presencia en la ciudad con un centro adscrito en el Centro San José.
Al mismo tiempo la oferta educativa municipal organizada por el Patronato de Cultura de Guadalajara permite que se impartan numerosos cursos y talleres destinados al público infantil, juvenil y adulto. Estos cursos se imparten en las escuelas municipales del Palacio de la Cotilla y en la escuela municipal de teatro.

### Sanidad

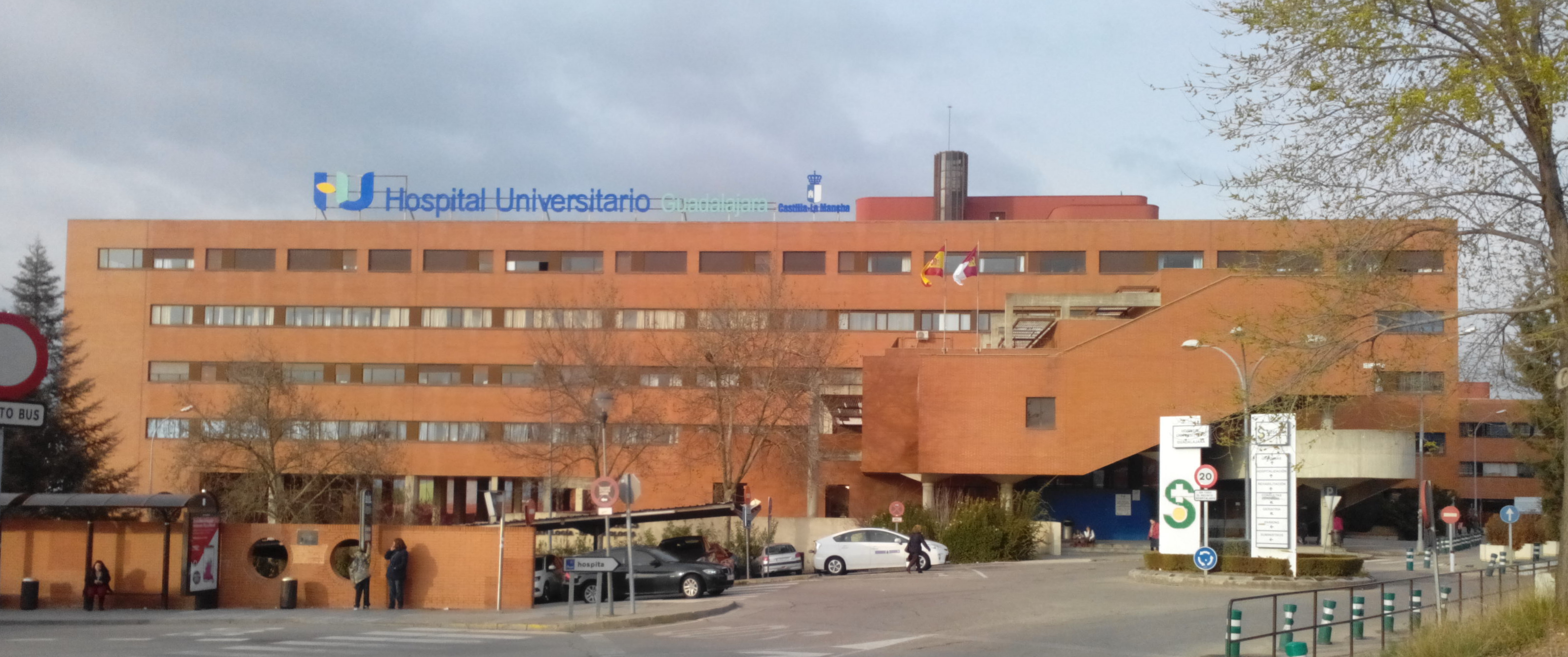
Hospital General Universitario de Guadalajara

La atención sanitaria pública en la ciudad de Guadalajara es dependiente del Servicio de Salud de Castilla-La Mancha. Este se divide en dos niveles: la atención primaria y la atención especializada.
El servicio de atención primaria es el primer eslabón de la cadena sanitaria y el que se realiza en los ambulatorios y consultorios. La ciudad está incluida en el área de atención primaria de Guadalajara, que abarca a todos los municipios de la provincia. En el término municipal se encuentran los siguientes centros de salud dependientes del SESCAM: Guadalajara Alamín, Balconcillo, Cervantes Sur, Los Manantiales, Periférico, Iriépal, Taracena, Usanos y Valdenoches. Además existen varios centros y clínicas privadas que prestan atención primaria.
El servicios de atención especializada se ofrece en hospitales o centros sanitarios especializados. En la ciudad de Guadalajara se encuentran 4 de los 5 centros que se adscribe a este tipo de servicio en la provincia. El Hospital General Universitario de Guadalajara como referencia en la ciudad con 432 camas, el Instituto de Enfermedades Neurológicas con 147 camas y la clínica Nuestra Señora de la Antigua y la clínica Doctor Sanz Vázquez ambos privados y con 57 y 50 camas respectivamente.
En 2015 el total de camas en el término de Guadalajara es de 686, siendo 579 públicas y 107 privadas. En el conjunto del área sanitaria de Guadalajara hay un total de 851 camas.

### Servicios sociales
Los servicios sociales básicos son el primer nivel de atención, la gestión de estos servicios corresponde al ayuntamiento de Guadalajara y está enmarcado en el Programa Concertado. Estos servicios están financiados por el ayuntamiento, el gobierno de Castilla-La Mancha y el Ministerio de Asuntos Sociales.
La ciudad dispone de 8 centros sociales en la ciudad, además de los centros sociales de los barrios anexionados.
Los servicios que ofrece el ayuntamiento dentro del Plan Concertado con la Junta son múltiples y varios. Los principales son el servicio de información, orientación y valoración, el servicio de apoyo a la unidad de convivencia, servicios de promoción y cooperación social, servicio de prevención e inserción social, alojamiento alternativo.
Dentro de los servicios sociales especializados, que pueden ser gestionados por la Junta, por el ayuntamiento o por otras entidades nos encontramos con los siguientes:
Servicios relacionados con el menor y la familia
- Servicio de atención a la infancia, a través de los CAI o de ludotecas
- Servicio de acogimiento familiar
- Programa de guarda de menores
- Adopción
- Acogimiento residencial
- Programa de emancipación y autonomía personal de menores
- Programa de menores en conflicto
- Pisos de autonomía

Servicios relacionados con la población inmigrante
- Servicio de atención y mediación intercultural
- Casas de acogida temporal para inmigrantes

Recursos para personas con discapacidad
La Junta tiene en Guadalajara un Centro Base en el que se centraliza la información, valoración, orientación, tratamiento de rehabilitación y asesoramiento para personas con discapacidad.
La ciudad dispone también de un centro de atención a minusválidos físicos que ofrece una atención integrada a las personas con discapacidad física grave, sin posibilidad de recuperación y con dificultades para ser atendida en su entorno familiar.
La ciudad cuenta también con dos centros ocupacionales, donde se realizan terapias ocupacionales, preparación para el mercado laboral y de ajuste personal y social a personas con discapacidad psíquica cuando su grado de discapacidad les impide formar parte del mundo laboral.
También Guadalajara alberga cinco pisos tutelados para discapacitados psíquicos gestionados por AFAUS Guadalajara y por la Fundación Madre.
Recursos para personas mayores

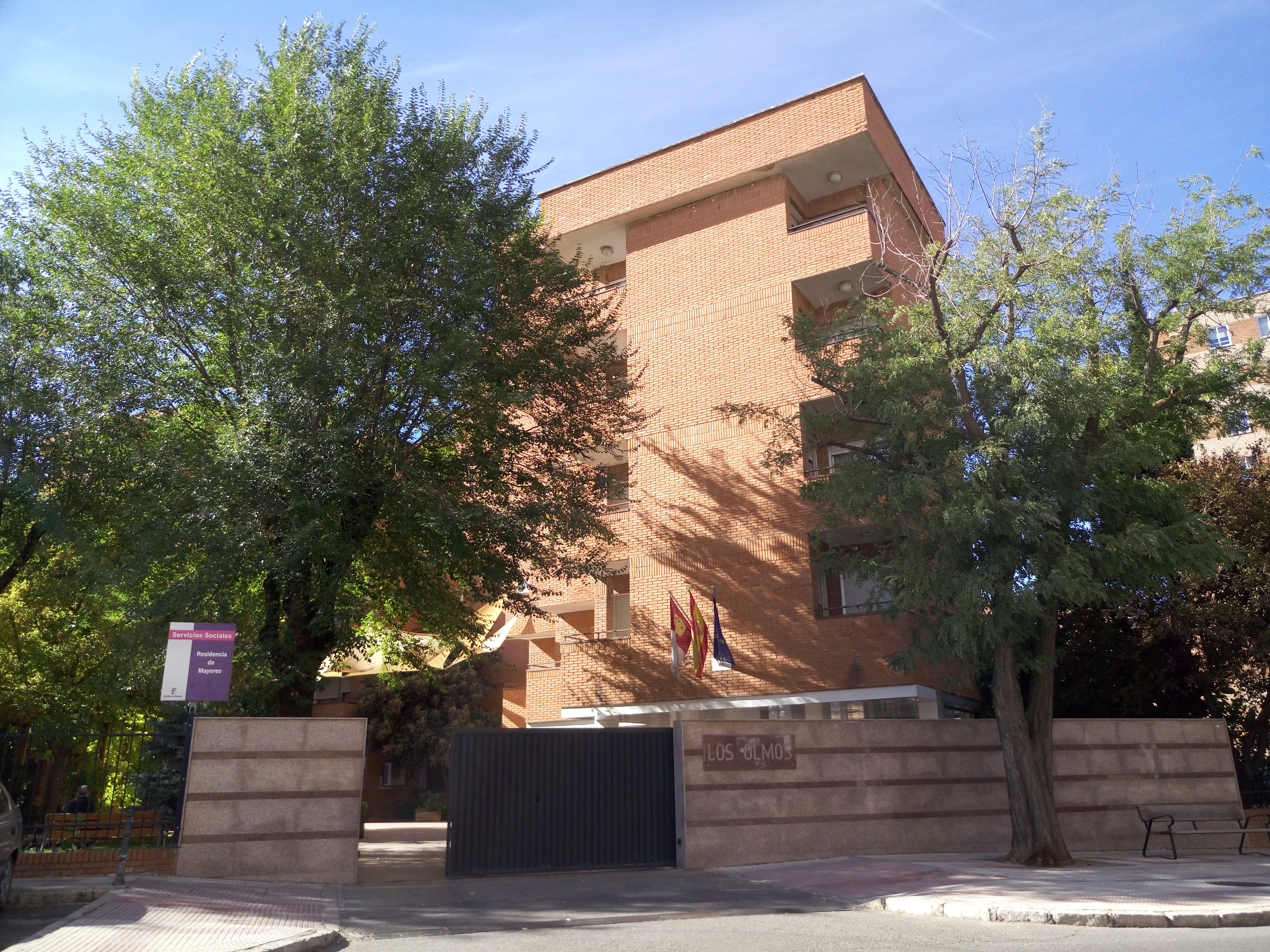
Residencia Los Olmos

- Viviendas tuteladas, aquellas donde se facilita manutención y alojamiento para mayores, donde estos viven independientes pero con asistencia técnica de una entidad pública o privada. En la ciudad existen viviendas de este tipo, públicas, privadas y concertadas.[28]
- Residencias de mayores, establecimientos destinados a vivienda permanente para personas mayores donde existen plazas asistidas para personas que no pueden valerse por sí mismas y plazas para balidos, para personas autónomas. En 2001 existen en la ciudad 8 residencias con 676 camas entre residencias públicas y privadas. La única residencia pública es la residencia Los Olmos, con una capacidad para 174 residentes.[28]
- Centros de mayores, establecimientos públicos diurnos que ofrecen servicios sociales y asistenciales. Dentro de esta categoría se encuentran los centros de día de La Rosaleda y Los Olmos y los distintos establecimientos donde se desarrollan actividades socioculturales y recreativas tanto públicos como privados.[28]

### Seguridad ciudadana
Ante grandes acontecimientos de movilización y reunión de personas, encuentros deportivos de alta rivalidad (entre otros) se planifica un plan de seguridad por la Junta Local de Seguridad, del cual forman parte las fuerzas de seguridad de la policía nacional, policía local, protección civil y bomberos. Además, colaboran en el mantenimiento de la seguridad ciudadana en las competencias y responsabilidades que tienen: la Guardia Civil, la Cruz Roja y el servicio de emergencias sanitarias conocido en España como 061.
La seguridad ciudadana cotidiana corre a cargo de las Fuerzas y Cuerpos de Seguridad estatales y locales en función de las competencias que cada estamento tiene, procurando actuar de forma coordinada y en colaboración en la persecución y resolución de todo tipo de delitos que produzcan los ciudadanos, y emergencias que sufran.
Policía local
Guadalajara cuenta con su propio cuerpo de policía municipal, cuya sede se encuentra en la avenida del Vado y que consta de una plantilla de 117 agentes en 2015. Las funciones y servicios de esta institución son: asegurar el cumplimiento de las ordenanzas, reglamentos y bandos municipales; vigilancia preventiva y protección de autoridades y bienes municipales; control y ordenación del tráfico; instrucción de atestados por accidentes de tráfico en el casco urbano; servicios de policía judicial; colaboración con otros servicios de policía, seguridad y protección civil y depósito y devolución de objetos perdidos.
Cuerpo Nacional de Policía
En Guadalajara hay una comisaría del Cuerpo Nacional de Policía. Esta comisaría tiene, entre otras, las competencias de expedición de DNI y pasaporte, velar por el cumplimiento de las leyes, auxiliar y proteger a las personas y asegurar la conservación y custodia de los bienes que se encuentren en situación de peligro, vigilar y proteger los edificios e instalaciones públicos que lo requieran, velar por la protección y seguridad de altas personalidades, mantenimiento del orden y la seguridad ciudadana, prevenir la comisión de actos delictivos, investigación de delitos, captar, recibir y analizar cuantos datos tengan interés para el orden y la seguridad pública, y estudiar, planificar y ejecutar los métodos y técnicas de prevención de la delincuencia, colaborar con los servicios de Protección Civil, en los casos de grave riesgo, catástrofe o calamidad pública.
Dependiente también del Cuerpo Nacional de Policía, en Guadalajara, se encuentra la sede del Grupo Especial de Operaciones (el GEO) especializada en actividades de alto riesgo, como rescates, actividades contraterroristas y contra el crimen organizado, protección de personas y bienes encomendados, seguridad en sedes diplomáticas españolas en el extranjeras, etc.
Guardia Civil
La Comandancia Provincial de la Guardia Civil se encuentra en Guadalajara, pero no ofrece casi ningún servicio de seguridad directamente a la ciudad, pues la Guarda Civil española es un cuerpo de gendarmería (policía rural militarizada) similar a otros cuerpos como la Gendarmería Nacional de Francia y la Guardia Nacional Republicana de Portugal. En la ciudad sólo puede actuar la Policía Judicial de la G.C., investigando crímenes cometidos en áreas rurales, con la única excepción de que se declarasen los estados de emergencia o sitio, en cuyo caso la Benemérita podría desplegar unidades para apoyar al C.N.P.
Desde la Comandancia se coordinan y apoyan los cuarteles de la G.C. de toda la provincia. Se actúa también en las pedanías cercanas a la capital.
112
En Guadalajara está operativo el sistema de emergencias 112, al igual que en el resto de la Unión Europea, que mediante un número de teléfono gratuito 112, atiende cualquier situación de urgencias en materia sanitaria o desastre, extinción de incendios, salvamento, seguridad ciudadana y protección civil. Los teleoperadores del 112 en Castilla-La Mancha atienden las llamadas de urgencia y emergencia en 11 idiomas.
Protección Civil
La ciudad también cuenta con servicio de Protección Civil, cuya agrupación de voluntarios depende orgánicamente del Ayuntamiento de Guadalajara y funcionalmente del jefe de la policía local de la localidad. Se ocupan fundamentalmente confeccionar planes de actuación en casos de emergencia, catástrofe o calamidad pública, vigilancia, estudio y prevención de las situaciones de grave riesgo, catástrofe o calamidad pública, protección y socorro de personas y bienes en casos de emergencia, catástrofe o calamidad pública y de las campañas, cursos, publicaciones y otras actividades divulgativas sobre seguridad y protección.
Bomberos
Existen apuntes históricos de un cuerpo municipal de bomberos desde principios del siglo XIX formado principalmente por voluntarios. En 1915 se crea oficialmente el cuerpo de bomberos pero no es hasta 1973 que se consignan por primera vez plazas de bomberos en la plantilla del ayuntamiento. Estas plazas comienzan a ocuparse desde 1974, fecha que marca la creación del actual servicio contra incendios, de carácter profesional.
Hasta 2003 el servicio de bomberos del ayuntamiento era el único que daba soporte a toda la provincia, en este momento se une a la lucha contra el fuego el Consorcio Provincial de Bomberos de la Diputación de Guadalajara, haciéndose cargo del área provincial a excepción de la capital que queda bajo la vigilancia del servicio municipal.
Las funciones del cuerpo municipal de bomberos son los servicio de extinción de incendios, la intervención en siniestros, rescates y emergencias y la colaboración con los cuerpos de policía y los servicios de protección civil además de pedagógicas con visitas a centros educativos, visitas de inspección y asesoramiento a empresas y comunidades y realización de simulacros de incendios.
El servicio cuenta con un total de 49 trabajadores: 1 Oficial Jefe del Servicio, 2 sargentos, 4 cabos, 24 bomberos-conductores y 18 bomberos. El cuartel se encuentra en la calle Dos de Mayo junto a la estación de autobuses.

### Comunicaciones
La ubicación geográfica de Guadalajara cercana a la capital de España, su localización en la ruta Madrid-Zaragoza-Barcelona y su inclusión en el Corredor del Henares, de gran dinamismo económico e industrial, condiciona notablemente la evolución del transporte en la ciudad.

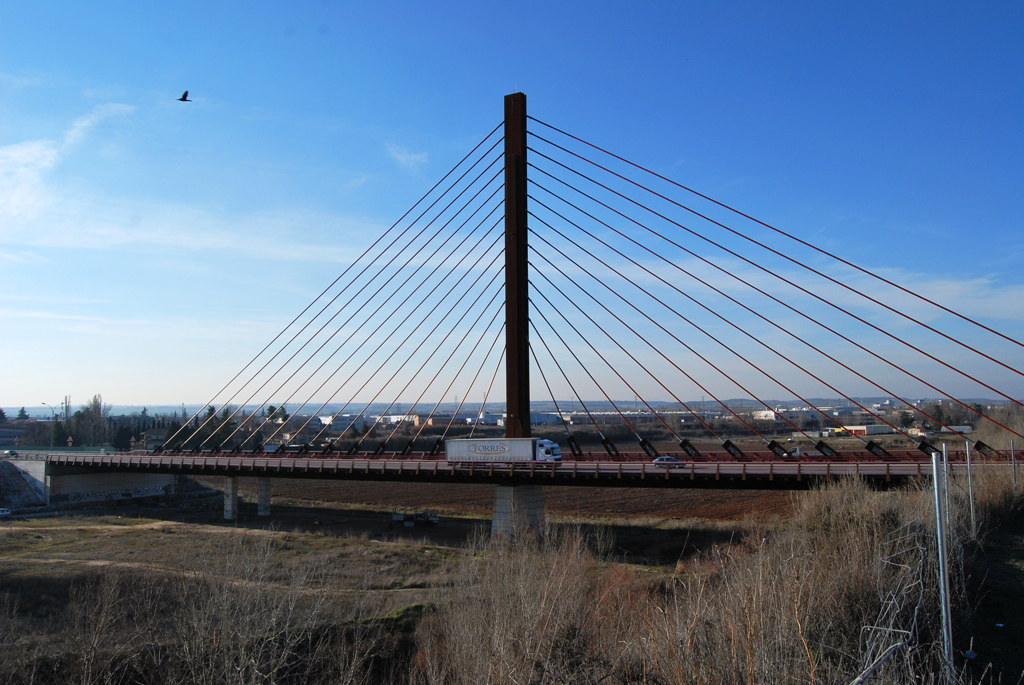
El puente de Arriaca, un viaducto atirantado de hierro construido a mediados de los años 2000 que forma parte de la Ronda Norte

#### Red vial
Carreteras estatales
- A-2 E-90. Autovía del Nordeste: arteria principal de comunicación con el Corredor del Henares, Madrid y noreste de España, y la vía en la que se apoyan los principales enlaces de acceso a Guadalajara.
- R-2. Madrid-Guadalajara: alternativa de pago a la A-2.
- N-320. La Gineta-Venturada: cruza Guadalajara en sentido Sureste–Noroeste. Junto a la A-2 son los dos ejes que estructuran el término municipal.

Carreteras autonómicas
- CM-101. Guadalajara-Humanes-Jadraque: conduce a la antigua carretera de Soria.
- CM-1002. Guadalajara-Uceda
- CM-2004. Guadalajara–Pioz–Fuentenovilla
- CM-9100. Guadalajara–Torrejón del Rey
- CM-10: aglutina las conocidas vías de interconexión entre polígonos y la ronda de circunvalación norte de Guadalajara.
- CM-1008: carretera de la Vega

Carreteras provinciales
- GU-905. Guadalajara-Centenera, pasando por Iriépal

#### Ferrocarril

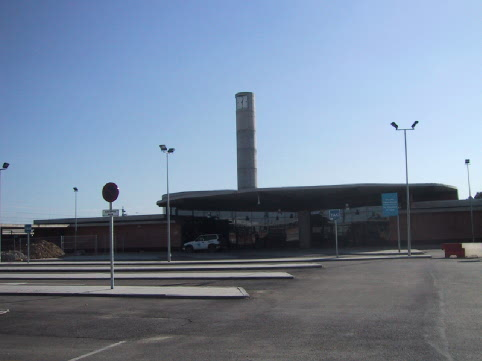
Estación AVE Guadalajara-Yebes junto a Ciudad Valdeluz

La compañía pública de ferrocarriles (Renfe Operadora) opera en Guadalajara a través de dos estaciones de ferrocarril:
- La estación de Guadalajara que ofrece servicios de larga y media distancia además de formar parte de la línea C-2 de Cercanías Madrid.[91] La estación se encuentra en el punto kilométrico 56,8 de la línea férrea de ancho ibérico que une Madrid con Barcelona a 644,1 m de altitud[92] entre las estaciones de Azuqueca y de Yunquera de Henares.
- La estación de Guadalajara-Yebes es parada de las líneas AVE Madrid-Puerta de Atocha - Zaragoza-Delicias - Huesca y Madrid-Puerta de Atocha - Zaragoza-Delicias - Barcelona Sants, así como varias líneas de largo recorrido. La construcción de la estación del ferrocarril de alta velocidad ha dado lugar a nuevos desarrollos urbanísticos como Ciudad Valdeluz.[93] La ampliación desde Barcelona Sants hasta la frontera francesa la conectará con la red francesa de alta velocidad. A pesar de todo esto la estación no se ha desarrollado en todo su potencial debido a la localización de la estación a unos 8 km de la ciudad y las inadecuadas infraestructuras de acceso.[94]

Cabe destacar la puesta en funcionamiento de la Ciudad del Transporte, una estación intermodal que facilitará el tráfico de mercancías a través de su almacenamiento y posterior distribución al resto de la Península. Está prevista su inauguración en 2016.

#### Autobuses

##### Urbanos
El servicio de autobuses urbanos de Guadalajara está gestionado por la empresa ALSA, concesionaria del servicio desde el 1 de abril de 2013. El servicio está compuesto por ocho líneas de autobuses regulares, dos líneas de refuerzo, tres búho y tres bajo demanda y dos para emergencias.
| Línea                | Trayecto                                     |
| -------------------- | -------------------------------------------- |
| Líneas regulares     |                                              |
| C1                   | Circular Renfe                               |
| C2                   | Circular Renfe                               |
| 3                    | Hospital - Las Lomas                         |
| 4                    | Hospital - Los Manantiales                   |
| 5                    | Los Manantiales - Los Valles                 |
| 6                    | Renfe - Las Cañas                            |
| 7                    | Estación de autobuses - Iriépal - Taracena   |
| 8                    | Estación de autobuses - El Clavín            |
| Líneas de refuerzo   |                                              |
| R1                   | RENFE - Universidad Centro                   |
| R2                   | RENFE - Plaza de Santo Domingo               |
| Líneas nocturnas     |                                              |
| BA                   | Plaza de Santo Domingo - El Clavín           |
| BB                   | Plaza de Santo Domingo - Iriépal - Taracena  |
| BC                   | Plaza de Santo Domingo - Los Manantiales     |
| Líneas bajo demanda  |                                              |
| D1                   | Estación de autobuses - Valdenoches          |
| D2                   | Estación de autobuses - Usanos               |
| D3                   | Estación de autobuses - Polígono del Henares |
| Líneas de emergencia |                                              |
| E1                   | Hospital - Los Manantiales                   |
| E2                   | Renfe - Los Valles                           |

##### Largo Recorrido
La ciudad pertenece al área supranacional de transportes (ASTRA), plan promovido por la junta de Castilla-La Mancha y que comunica además de Guadalajara los municipios de Alovera, Azuqueca de Henares, Quer, Villanueva de la Torre, El Casar, Galápagos, Torrejón del Rey, Valdeaveruelo, Valdenuño Fernández, Cabanillas del Campo, Fontanar, Yunquera de Henares, Mohernando y Humanes. Existen diversas línea de autobús de largo recorrido gestionadas por el Ministerio de Transportes.
| Línea   | Recorrido                          | Operador | Observaciones                                      |
| ------- | ---------------------------------- | -------- | -------------------------------------------------- |
| VAC-022 | Madrid - Soria (por Jadraque)      | ALSA     | No permiten el tráfico entre Madrid y Guadalajara. |
| VAC-099 | Madrid - Zaragoza - Barcelona      | ALSA     | No permiten el tráfico entre Madrid y Guadalajara. |
| VAC-243 | Madrid - Guadalajara               | ALSA     | Permite el uso del abono transportes del CRTM.     |
| VAC-255 | Madrid - Molina de Aragón - Teruel | Samar    | No permite el tráfico entre Madrid y Guadalajara.  |

## Monumentos y lugares de interés

### Arquitectura militar

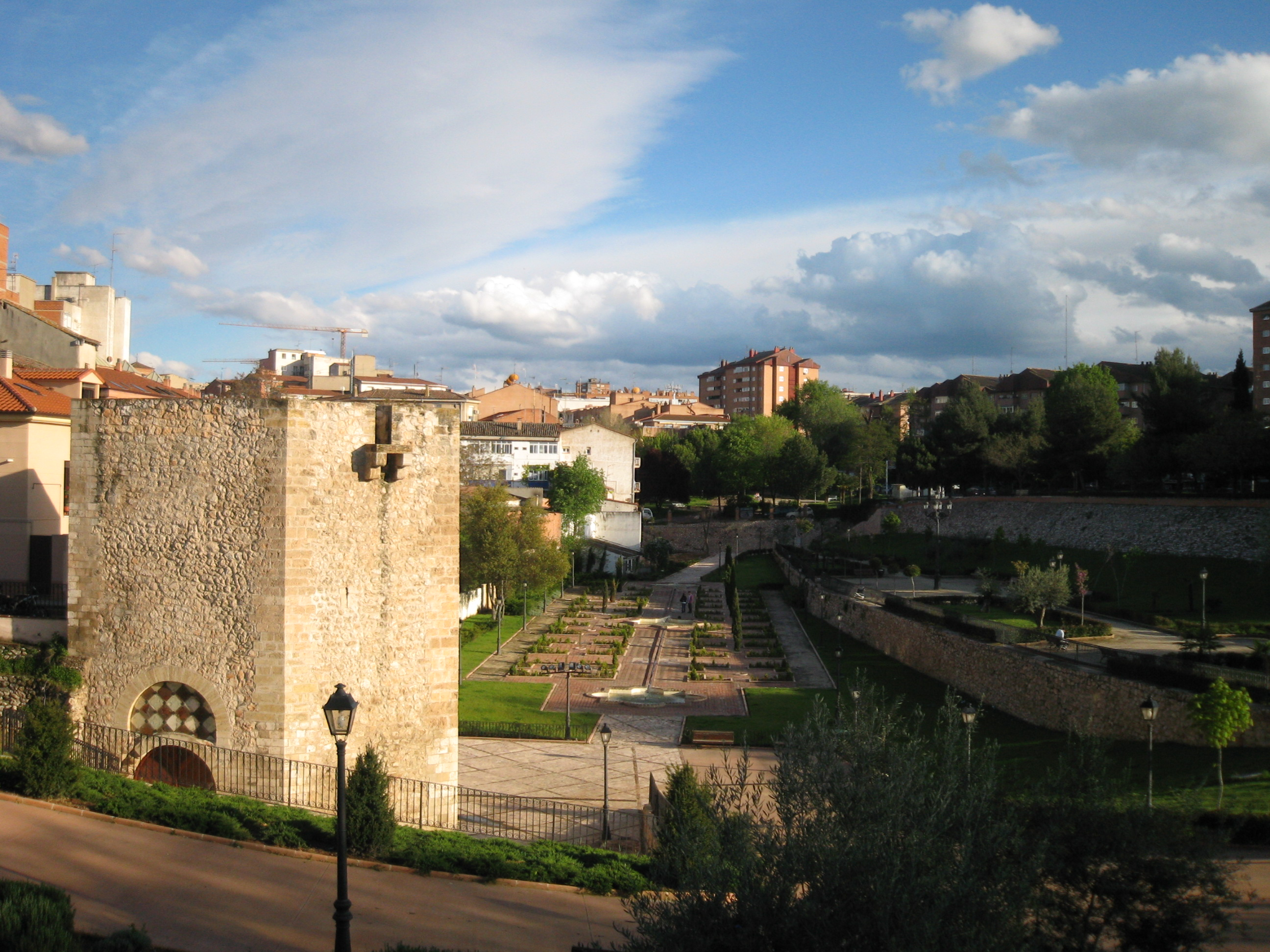
El torreón de Álvar Fáñez formaba parte de la Puerta de la Feria, una de las entradas de la muralla por el oeste

Los restos más antiguos del Alcázar Real de Guadalajara datan del siglo IX. A lo largo del tiempo, este fue usado como alcazaba militar, alcázar real, fábrica de sarguetas y cuartel del Servicio de Aeroestación Militar, y fue destruido casi completamente en la guerra del Francés y en la última guerra civil española. Desde 1998 se llevan a cabo excavaciones arqueológicas donde han aparecido distintos elementos de todas las épocas en la que ha tenido función el edificio del alcázar.
Junto a este, aparecen los restos de la muralla medieval que rodeaba toda la ciudad, así como algunas de sus puertas y torreones que la protegían. La mayor parte de la muralla fue derruida durante el siglo XIX para dar lugar a la ampliación de la ciudad en el ensanche al sur, junto al camino de Cuenca, y para abrir una circunvalación al noreste en el camino de Zaragoza.
Los vestigios de la muralla que han perdurado son escasos, pero han quedado en pie la puerta de Bejanque, el torreón del Alamín junto al puente de las Infantas y el torreón de Álvar Fáñez, aunque no eran los únicos que poseía originalmente la muralla de la ciudad. También se han encontrado los cimientos de la antigua muralla de la Alcallería, que cercaba el barrio de Cacharrerías, una de las zonas más antiguas de la ciudad, en el camino de Madrid.
La fortaleza más reciente de la ciudad es el fuerte de San Francisco, construido en el siglo XIX aprovechando el antiguo convento de San Francisco, del siglo XIV. Junto a los edificios del convento, que se reformaron completamente, a veces sin respetar su estructura original, se levantaron unos pabellones auxiliares y una muralla con torreones de vigilancia.

### Arquitectura civil

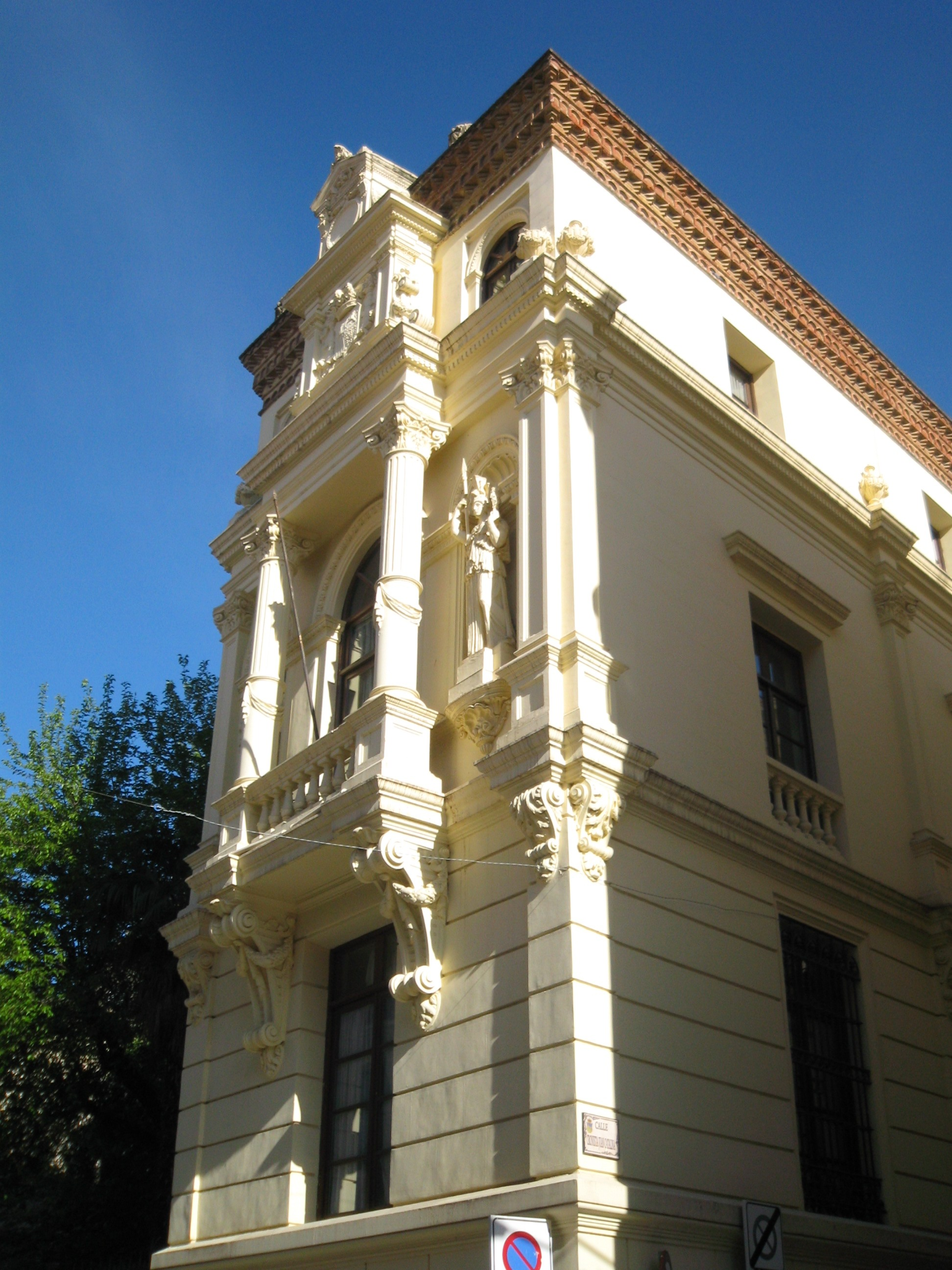
Con las ampliaciones, el palacio de Antonio de Mendoza pasó a ser el convento de la Piedad. Después fue sede de la Diputación de Guadalajara e instituto de educación secundaria

Guadalajara desde el Renacimiento ha sido una ciudad en la que se han asentado nobles e hidalgos, destacando fundamentalmente las familias Mendoza y Guzmán, entre otras. La primera fue una familia influyente en la Corte del rey de Castilla, la segunda enriquecida con la conquista de América, y ambas, y sus sucesivos linajes, construyeron en la ciudad varios palacios, unos más ostentosos y otros más modestos, y de los que todavía quedan ejemplos en la ciudad. Destaca sobre todos el palacio de los Duques del Infantado, obra civil cumbre del gótico tardío europeo y rematado en estilo renacentista. Fue mandado construir por el marqués de Santillana en el siglo XV bajo dirección de Juan Guas, y reformado en los años 1580. Dentro del palacio destacan el patio de los Leones y los salones del Duque, y junto a él los jardines.
Otro palacio destacado es el de Antonio de Mendoza, construido a principios del siglo XVI con los planos de Lorenzo Vázquez y ampliado más adelante por mandato de Brianda de Mendoza para convento franciscano bajo dirección de Alonso de Covarrubias.
Original del siglo XVII es el palacio de la Cotilla, aunque reformado en el siglo XIX por los marqueses de Villamejor, padres del conde de Romanones. Estos dejaron en su interior el llamado salón Chino, cuyas paredes están decoradas con papel pintado chino. Y del siglo XIX es el último gran palacio de la ciudad, el de la condesa de la Vega del Pozo, diseñado por Ricardo Velázquez Bosco sobre un antiguo convento del siglo XVI, y que se caracteriza por su eclecticismo y por el color amarillento de sus muros exteriores.
A estos palacios se les une otros menores como el palacio de Dávalos, del siglo XVI y completamente restaurado a finales del siglo XX para albergar la sede de la biblioteca pública, o el palacio de los Condes de Coruña, también del siglo XVI y anejo a la iglesia de San Nicolás el Real. Aun con eso no han sido los únicos de la ciudad, destacando otro gran palacio, el de Montesclaros, del siglo XVI, que fue también sede de la Academia Superior de Ingenieros del Ejército y que quedó destruido por un incendio en 1924.
Otras edificios civiles históricos que se encuentran en Guadalajara son el ayuntamiento, construido en 1906 en un estilo ecléctico; el palacio de la Diputación, construido en el siglo XIX como sede del Gobierno provincial; la prisión provincial, o el hostal del Reloj, antigua casona del siglo XVII, completamente reconstruida a comienzos del siglo XXI.

### Arquitectura religiosa

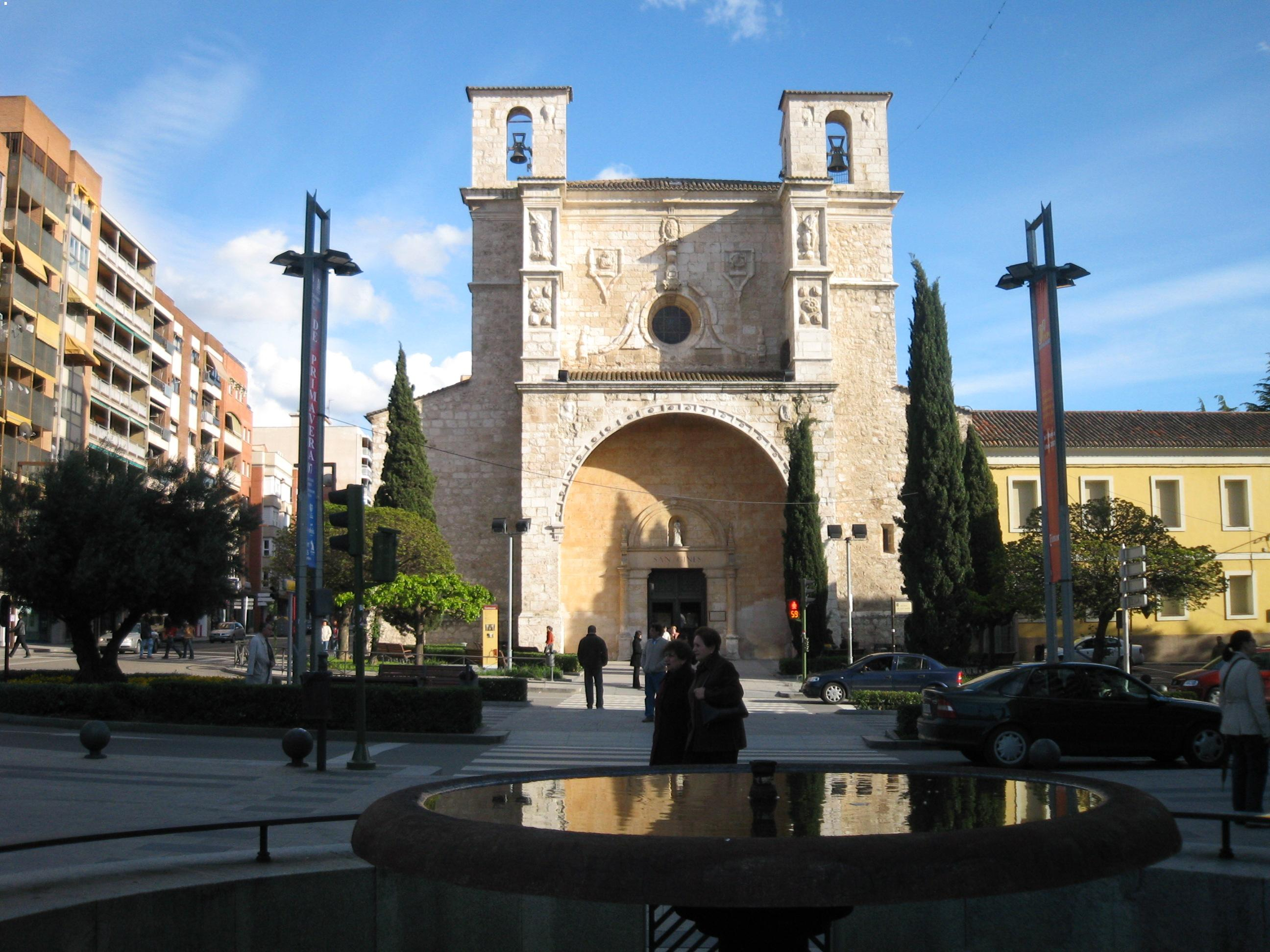
La iglesia de San Ginés estuvo situada extramuros de la ciudad y a su pie se celebraban los mercados y las ferias, hasta que en el se derruyeron las murallas y quedó incorporada al resto de la ciudad

Con la ascensión de la nobleza de Guadalajara en la Baja Edad Media, comienza un período de construcción de grandes iglesias, en su mayoría financiadas por estos, y muchas veces anejas a conventos. En el siglo XIV, aneja al hoy desaparecido convento de Santa Clara se construye la iglesia de Santiago el Mayor, que mezcla los estilos mudéjar y gótico tardío. También mudéjares son los restos de la iglesia de San Gil, del siglo XII, que fue también sede del Concejo municipal y de la cual tan solo queda en pie el ábside. Pero, de esta época, destaca sobre todas la concatedral de Santa María, construida sobre una antigua mezquita desde finales del siglo XIII y el siglo XVI aunando tres estilos arquitectónicos: mudéjar, renacentista y barroca. Algo anterior a todas estas es el santuario de la Virgen de la Antigua, del siglo XIII, aunque muy transformada en los siglos posteriores.

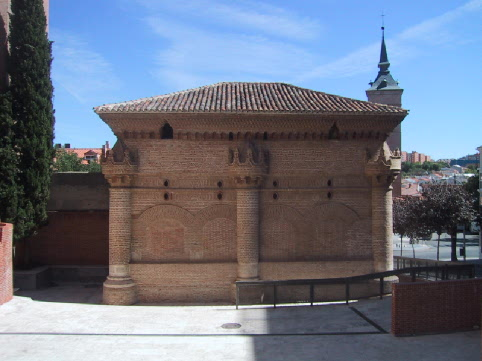
La capilla de Luis de Lucena, obra del Renacimiento, formaba parte de la antigua iglesia de San Miguel

Del Renacimiento del siglo XVI y del Barroco del siglo XVII, coincidiendo con el esplendor nobiliario de Guadalajara, son la mayor parte de las iglesias antiguas de la ciudad, como la iglesia de San Ginés (siglo XVI), la iglesia de San Miguel (siglo XVI), de la que tan solo queda en pie la capilla de Luis de Lucena, o la iglesia de los Remedios (siglo XVI), parte de un antiguo convento y actual aulario de la Universidad de Alcalá de Henares. De este período son también los conventos de San Francisco (siglo XIV), posterior fuerte fusilero y que alberga el panteón de los Mendoza, realizado a imagen del panteón de los Reyes del monasterio de El Escorial; de la Piedad, antes palacio de Antonio de Mendoza (siglo XVI); de San José, o de las Carmelitas de Abajo (siglo XVI), y el del Carmen (siglo XVII).
En el siglo XIX, la mecenas María Diega Desmaissières, condesa de la Vega del Pozo y duquesa de Sevillano, mandó construir en una finca de su propiedad al sur de la ciudad y bajo diseños de Ricardo Velázquez Bosco, su panteón, la iglesia de Santa María Micaela y el colegio de las Adoratrices, en honor a su tía Micaela Desmaissières.
En Guadalajara se encontraban también varias ermitas que han ido desapareciendo a lo largo del tiempo. Tan solo se conservan dos: la ermita de San Roque, en el parque al que da nombre y junto al panteón de la duquesa de Sevillano, y la de San Sebastián, dentro del palacio de la condesa de la Vega del Pozo.

### Arquitectura en las pedanías

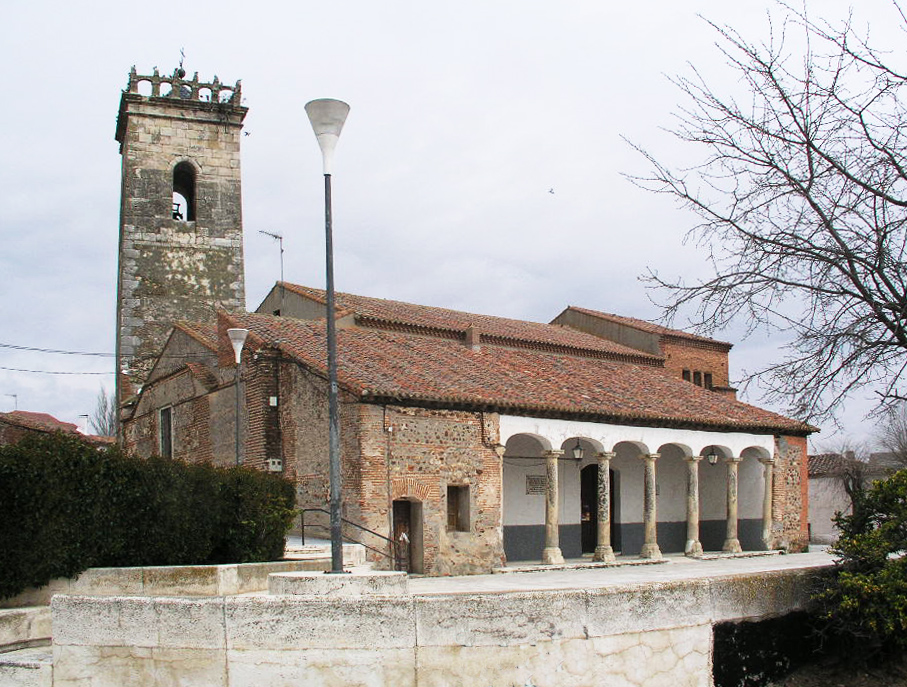
Iglesia de la Asunción en Usanos, típico edificio religioso de las pedanías

Las pedanías de Iriépal, Taracena, Usanos y Valdenoches son pequeños pueblos de origen agrícola, siempre dependientes de la actividad económica de Guadalajara y con escasa arquitectura histórica, generalmente una modesta iglesia medieval o moderna. Así, en Iriépal se ubica la iglesia de la Concepción, obra del siglo XVI, donde destaca la torre mudéjar; en Taracena se erige la iglesia de la Purísima, del siglo XVII, en un estilo renacentista muy simple, y en Usanos, la iglesia de la Asunción, románica del siglo XIII, muy reformada en épocas posteriores y donde destaca la torre almenada.
En otros ámbitos, también son destacables el lavadero de Iriépal, obra de 1910 en un estilo historicista con la financiación de Fundación de José Santa María de Hita, y las fuentes de Iriépal (1858) y Valdenoches (1656).
En todas las pedanías se encuentran algunos ejemplos de casonas castellanas, bastante modestas en comparación con las de las ciudades. Por último, cabe destacar el Villaflores, poblado agrícola construido en 1887 bajo el diseño de Ricardo Velázquez Bosco a encargo de María Diega Desmaissières.

Edificios soportalados en la plaza Mayor, ejemplo de la arquitectura civil de principios del

### Urbanismo e ingeniería
La fisonomía urbana del centro histórico de Guadalajara es la típica de una ciudad andalusí, con calles cortas y estrechas y varias plazoletas. La vía principal del centro de la ciudad es la calle Mayor (llamada calle de Miguel Fluiters en su parte baja), que lo cruza de noroeste a sureste. Fue abierta mayormente durante el siglo XVII como parte del camino real de Madrid a Zaragoza, que cruzaba la ciudad y entre finales del siglo XIX y principios del XX sufrió un profundo cambio estético con el levantamiento de nuevos edificios de viviendas. Une las dos mayores plazas del centro histórico de la ciudad, la Plaza de España (anteriormente, plaza de los Caídos en la Guerra Civil), en la parte baja junto al palacio del Infantado, y la de Santo Domingo en la parte alta junto a la iglesia de San Ginés. En mitad de la calle se hallan otras dos plazas, la plaza Mayor, donde se sitúa el Ayuntamiento, y la plaza del Jardinillo.
Otras plazas menores del centro de la ciudad parte de su fisonomía son la del Concejo, la de Dávalos, la de Marlasca, la de Moreno, la de San Esteban o la de Francisco Beladíez.
También en el centro se encuentra la calle de Bardales, ejemplo de calle estrecha comercial en la que se ubicaban los talleres de esparto. Con el desmantelamiento de las antiguas murallas en el siglo XVIII, aprovechando su antiguo trazado, se abrieron dos de las principales vías del centro de la ciudad: la calle La Carrera (anteriormente plaza del Capitán Boixaréu Rivera https://www.guadatv.tv/elcallejero/14216-plaza-capitan-boixareu-riverala-carrera/ ), desde la plaza de Santo Domingo hasta la puerta de Bejanque y junto al parque de la Concordia. Y la antigua N-II como circunvalación de la ciudad por el este (actualmente configurada por las calles Ingeniero Mariño, Doctor Ramón y Cajal y Zaragoza). Como continuación de La Carrera, desde la plaza de Santo Domingo hacia el oeste, se abrió en los años 1950 el paseo del Doctor Fernández Iparraguirre (conocido popularmente como «paseo de las Cruces»), un bulevar diseñado por Antoni Batlle Punyed e inspirado en La Rambla de Barcelona. En él también se erigen desde mayo de 2003 una colección de bustos de personajes de la ciudad realizados por Luis Sanguino.
Como obras de ingeniería más antiguas de Guadalajara están el puente del Henares, entrada a la ciudad desde Toledo por La Alcallería, levantado en el siglo X, aunque muy transformado en siglos posteriores, y el puente de las Infantas, junto al torreón del Alamín y sobre el barranco del Alamín. Más reciente, de comienzos del siglo XXI, es el puente de Arriaca, un viaducto atirantado situado al norte de la ciudad, junto a los nuevos desarrollos urbanísticos.
Además de las que hay en el paseo de las Cruces, otras obras escultóricas destacadas de la ciudad son el monumento al conde de Romanones, en los jardines de la plaza de Santo Domingo, realizada por Miguel Blay en 1914; El abrazo, una monumental escultura de Francisco Sobrino Ochoa erigida en los años 1980 junto a una de las entradas de la ciudad desde la A-2, y el busto de José Antonio Ochaíta, de Antonio Navarro Santafé, junto al convento del Carmen, entre otras.

## Cultura

### Museos
La ciudad cuenta con varios museos y exposiciones museísticas.

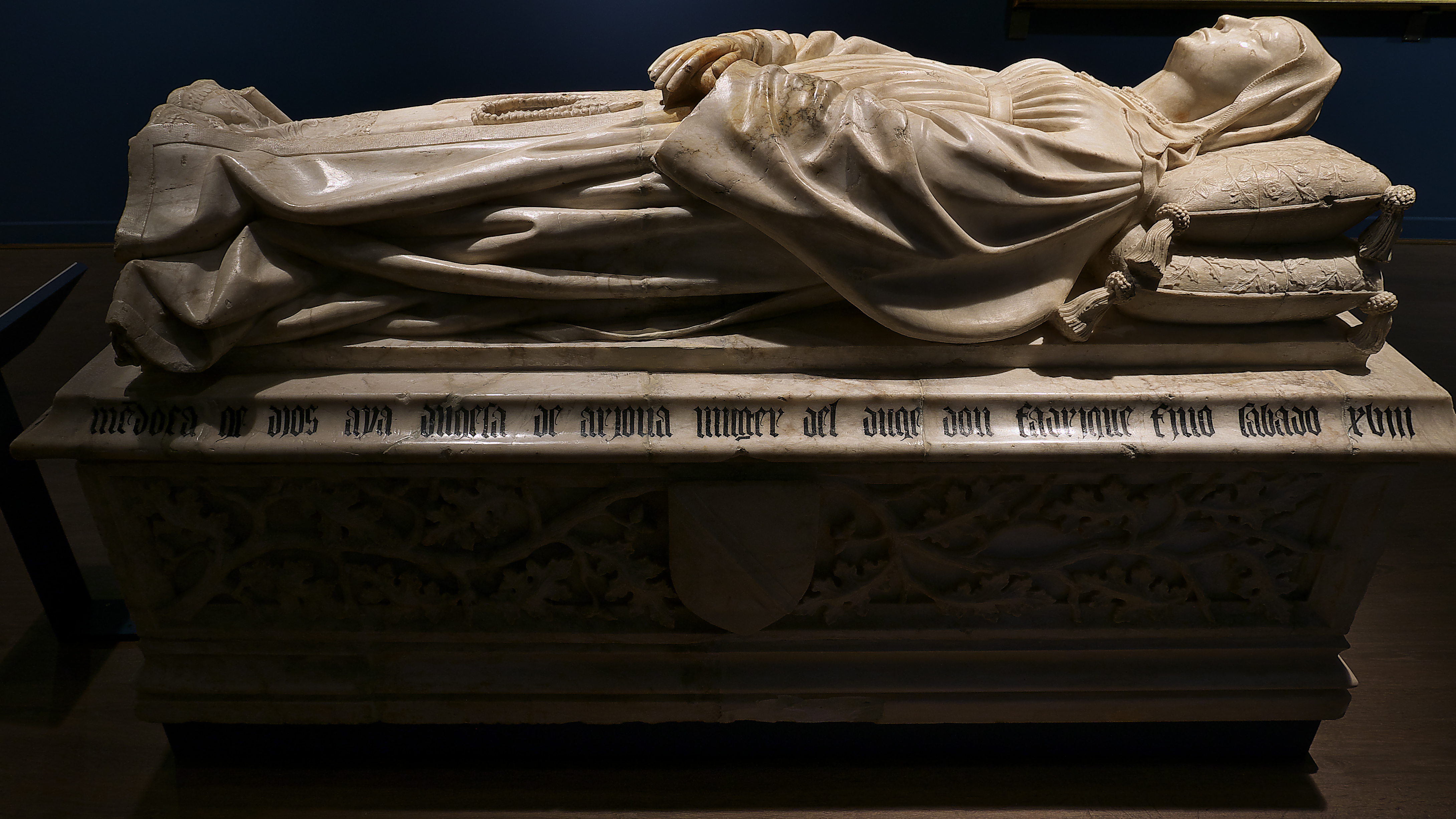
Sepulcro de la duquesa Aldonza de Mendoza, que fue hija de Diego Hurtado de Mendoza, almirante de Castilla, y esposa de Fadrique Enríquez de Castilla, duque de Arjona y conde de Trastámara. El sepulcro procede del monasterio de San Bartolomé de Lupiana y se encuentra en el Museo de Guadalajara

- El Museo de Guadalajara, también conocido como Museo Provincial de Guadalajara, es el museo provincial más antiguo de España, fue fundado en 1838.[130] Depende de la Junta de Comunidades de Castilla-La Mancha y su sede se encuentra en el Palacio del Infantado. Incluye colecciones principalmente de bellas artes, obtenidas de las desamortizaciones de bienes eclesiales del siglo XIX, arqueología, obtenidas de las excavaciones arqueológicas realizadas en la provincia y etnología que recoge los objetos relacionados con el arte y las costumbres populares de la provincia de Guadalajara. Acoge también varias exposiciones temporales a lo largo del año.
- El Museo Francisco Sobrino, fue inaugurado en 2015[131] en las históricas naves del matadero municipal. Está dedicado a la figura y obra de Francisco Sobrino Ochoa, escultor nacido en la ciudad de Guadalajara.
- Guadalajara en la Historia, colección museográfica del Ayuntamiento de Guadalajara ubicada en el centro Eduardo Guitian.[132] La exposición muestra un recorrido de la historia de la ciudad, desde sus orígenes y primer emplazamiento, la transformación en una notoria capital de al-Ándalus, la incorporación al reino de Castilla, la influencia de los Mendoza, los años de esplendor ligados a la Real Fábrica Paños, la llegada de los Ingenieros Militares y de la industria automovilística y aeronáutica, los desastres de la Guerra Civil y, por último, el renacer con la recuperación de las libertades democráticas.
- Museo de Educación Antonio Molero: fundado a partir de los fondos donados por Margarita Cantarero Yases, viuda del catedrático de Historia de la Educación Antonio Molero Pintado.[133] Se compone de objetos de material didáctico de los siglos XVIII, XIX y XX. Se encuentra ubicada en la antigua Iglesia de los Remedios y pertenece a la Universidad de Alcalá.

### Espacios escénicos

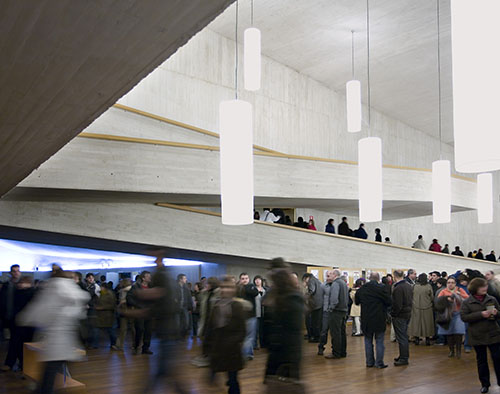
Sala polivalente y entrada del teatro auditorio Antonio Buero Vallejo

Entre los espacios escénicos con que está dotada la ciudad se podrían destacar:
- El Teatro Auditorio Buero Vallejo ocupa un edificio de nueva planta y fue inaugurado en 2002.[134] Consta de un aforo de 1003 butacas, un escenario de 465 m² y un foso de orquesta.[135] Además cuenta con la Sala Tragaluz, un salón de actos con 133 localidades y una sala polivalente para exposiciones temporales y otros actos de 188 m². Está administrado por el Patronato Municipal de Cultura.
- El Teatro Moderno, fue inaugurado en 1924 y cuenta con un aforo de 208 localidades. Se encuentra en el casco histórico de la ciudad, en la plaza de San Esteban.[136] Tras un año de obras fue reinaugurado en 2015.
- El Espacio TYCE, espacio municipal ubicado en las naves del Fuerte de San Francisco, cuenta con salas de ensayo, de exposiciones, de informática, aulas polivalentes además de una sale de conciertos con un escenario de 185,71 m² con un aforo de 218 personas sentadas o 650 de pie.[137]

### Bibliotecas y archivos

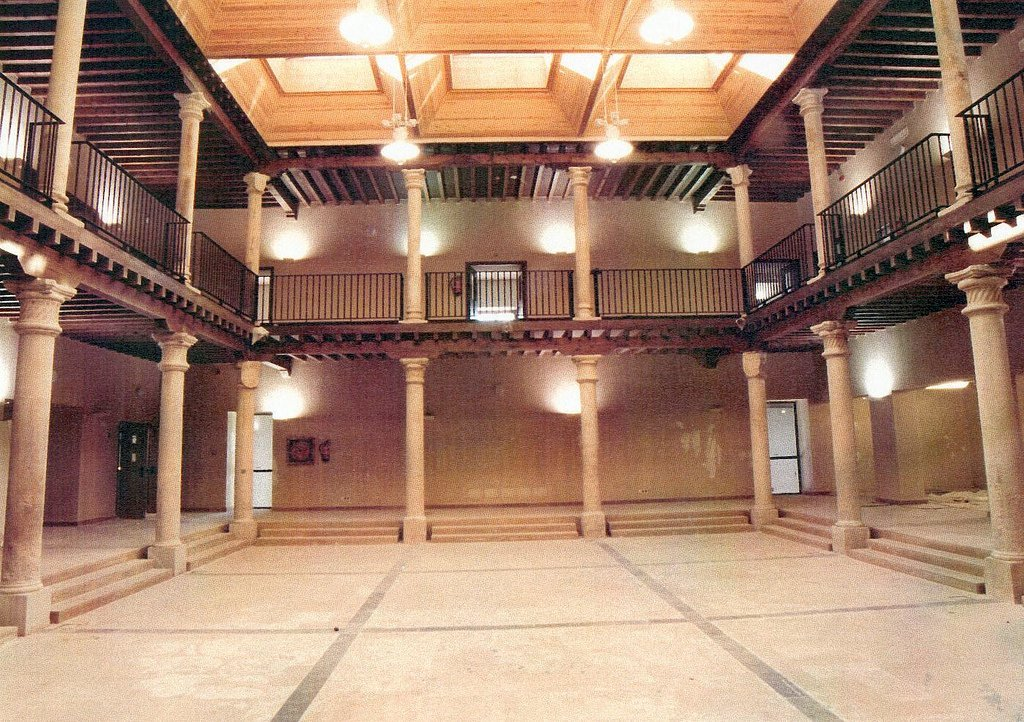
Claustro del palacio de los Dávalos, biblioteca de Guadalajara

- La Biblioteca Pública del Estado en Guadalajara, históricamente ubicada en el Palacio del Infantado hasta el año 2004 que se traslada al rehabilitado Palacio de Dávalos. Fue fundada en 1837 y abierta cuatro años después. Cuenta con 5800 m cuadrados y 200 000 volúmenes. En 2012 tenía una plantilla de 30 trabajadores. Es un elemento indispensable en la vida cultural, educativa y de ocio de Guadalajara.[138]

- El Archivo Histórico Provincial de Guadalajara, conserva documentación desde la Edad Media hasta la actualidad relacionada con la provincia de Guadalajara. Su objetivo es poner esta documentación al servicio del ciudadano y dar apoyo a la gestión administrativa, a la información, a la investigación y a la cultura. Fue fundado en 1931 y se encuentra en un edificio de nueva planta levantado en la calle Julián Besteiro con una superficie de 7227 m edificados, de los cuales casi el 50 % están destinados a fondo documental.[139]

- El Archivo General Militar de Guadalajara, ubicado en el solar donde se encontraba la antigua Academia de Ingenieros es un centro adscrito al Ministerio de Defensa creado en 1967 para descongestionar parte de los fondos conservados por el Archivo del Ministerio del Ejército.[140]

- El Archivo Municipal de Guadalajara, es la sección administrativa que se encarga de custodiar, organizar y difundir el patrimonio documental del Ayuntamiento de Guadalajara.[141] Está formado por los documentos de cualquier época, soporte y formato que el ayuntamiento ha producido, recibido y conservado como testimonio de sus actividades, derechos y obligaciones. Incluye otros fondos, procedentes de otras instituciones o personas para garantizar su conservación. El documento más antiguo es una carta plomada de Fernando III que data del año 1251, también se encuentra entre los fondos del archivo la carta de Enrique IV que da el título de ciudad a la hasta entonces villa.

### Eventos culturales
Durante todo el año diversos organismos y asociaciones organizan o patrocinan actos culturales de todo tipo. La siguiente lista señala aquellos que están mejor referenciados y gozan de mayor solera y continuidad:

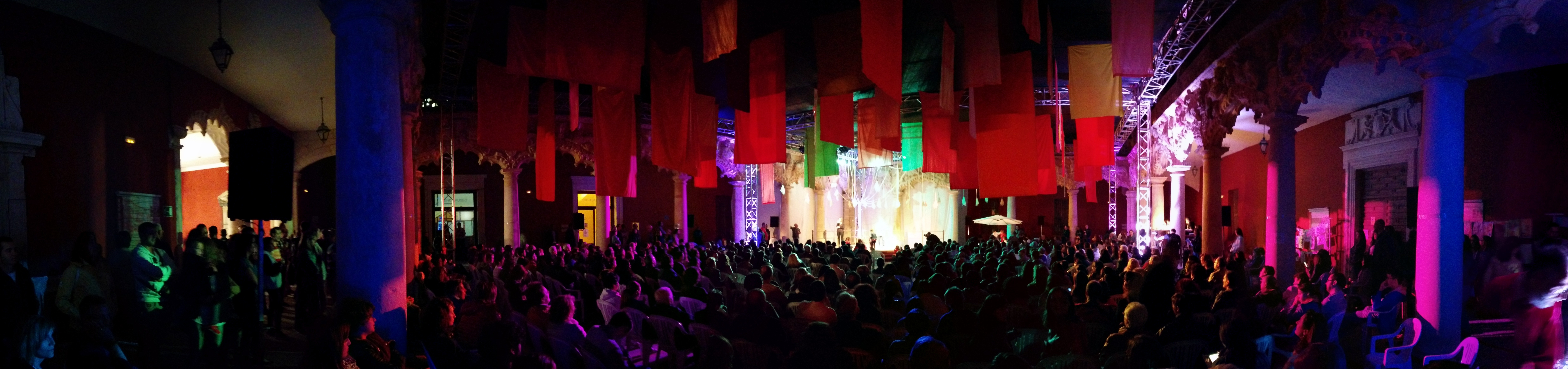
El Maratón de los Cuentos no se detiene y la tarde-noche es cuando mayor afluencia de espectadores asiste

- El Maratón de Cuentos, es un festival de narración oral que se realiza cada año en el palacio del Infantado durante el segundo o tercer fin de semana de junio. Reúne a contadores de cuentos o cuenta-cuentos de todo el mundo que narran de forma ininterrumpida durante el fin de semana. Iniciado en 1992,[142] el Maratón de los Cuentos de Guadalajara se celebra cada año desde entonces. Alcanzó su vigésimo quinta edición en 2016 logrando 46 horas de narración de cuentos sin interrupción.[143]

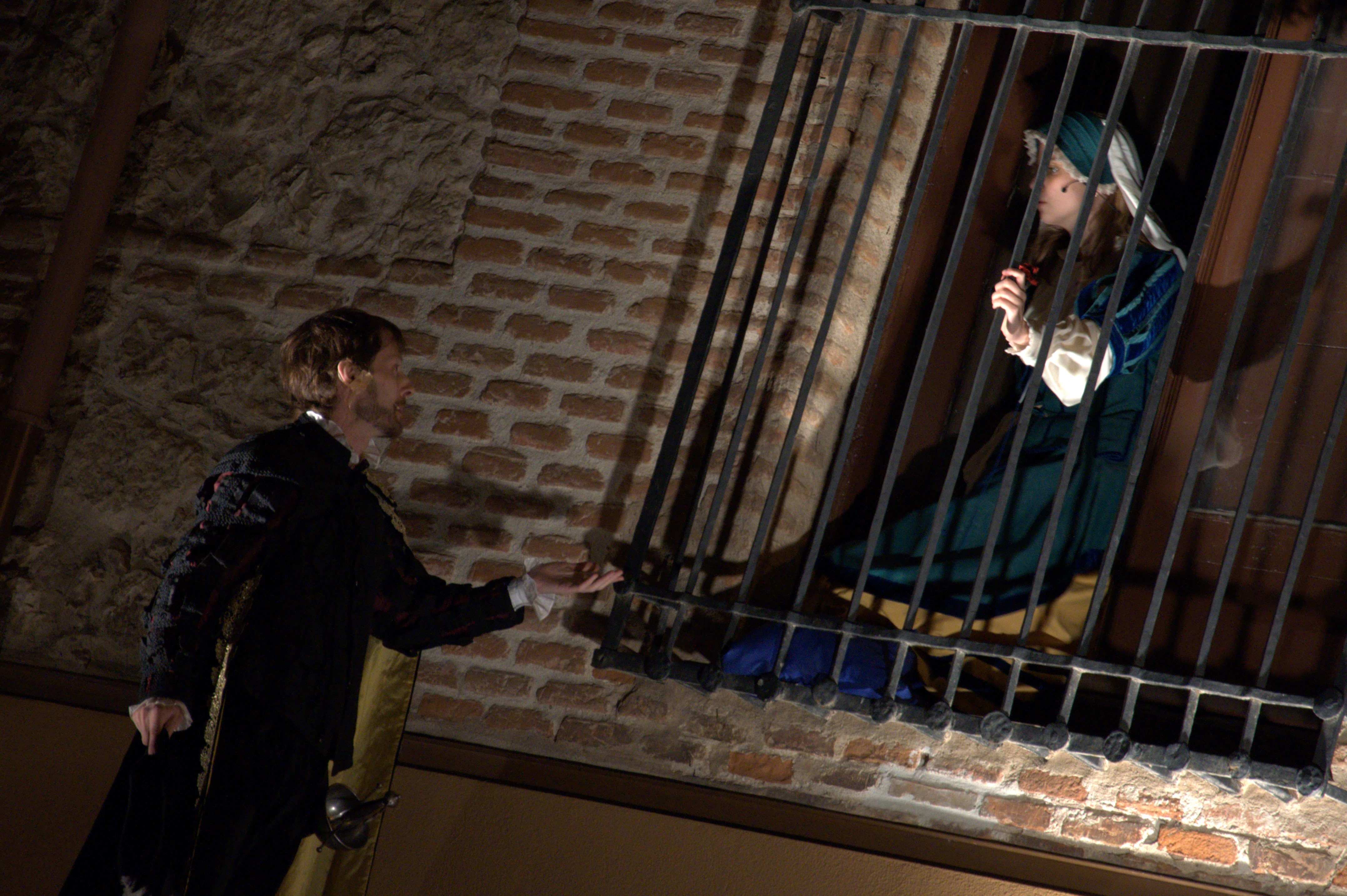
Representación de la segunda escena del Tenorio Mendocino en el Palacio de la Cotilla

- El Tenorio Mendocino, representación de la obra Don Juan Tenorio de José Zorrilla que se celebra anualmente en torno al 1 de noviembre en las calles y en los principales monumentos de la ciudad de Guadalajara. Supone una mezcla de los personajes de Don Juan Tenorio con los de la familia de Mendoza, la predominante y más rica de Guadalajara en el siglo XVI, cuando se sitúa la obra. La representación es llevada a cabo por actores amateur. Está declarada como Fiesta de Interés Turístico Regional. La primera edición se celebró en 1992.[144]

- El Festival de Cine Solidario de Guadalajara] iniciado por la asociación Cinefilia en 2003 y celebrado desde entonces anualmente, nació con el objetivo de mostrar y fomentar un tipo de cine alternativo al habitual que llega a las salas de cine y guiados al mismo tiempo por un espíritu que reivindica para el audiovisual un papel fundamental en la concienciación sobre los problemas que nos afectan, fomentando la solidaridad y la investigación de actitudes y puntos de vista alternativos.[145]

Además de estos cabe destacar el Solsticio Folk, festival de música celta que se celebra cada verano, las Veladas de Arte Sacro, jornadas musicales celebradas en noviembre en las diferentes iglesias de la capital o la Feria del Libro, celebrada en mayo.

### Fiestas populares
Ferias y fiestas en honor a la Virgen de la Antigua

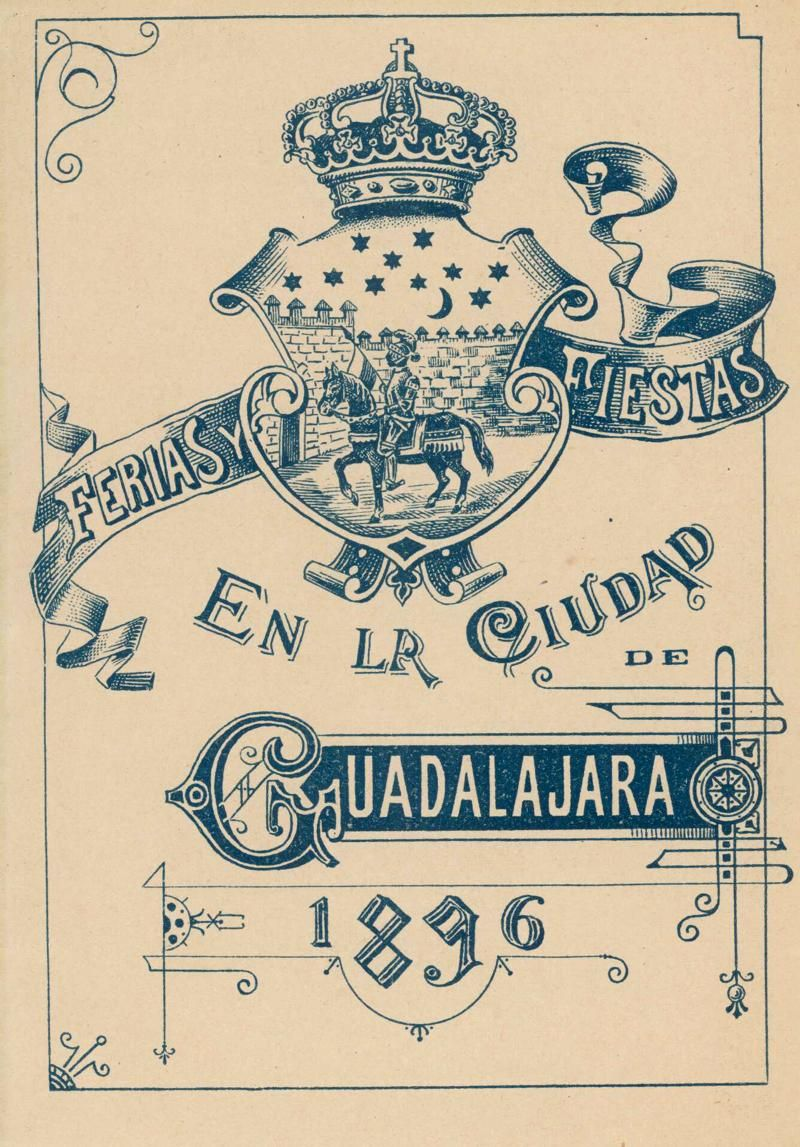
Cartel de ferias de 1896

Su fiesta mayor, celebrada en honor a la Virgen de la Antigua, su patrona, tiene lugar el 8 de septiembre de cada año y es seguida por varios días de celebración por toda la ciudad. La historia de las ferias comerciales en la ciudad se remonta a la Edad Media.
La historia de las ferias y fiestas son más recientes en el tiempo. En el siglo XIX, la feria anual se celebraba sin mucho éxito en septiembre pero, en 1877, el ayuntamiento tomó la decisión de convocarla en octubre y para fomentar la asistencia de visitantes, se preparó un generoso programa de atracciones, bailes y espectáculos públicos. El éxito de esta fórmula llevó a su repetición en los años siguientes. Desde entonces año tras año se vienen celebrando las ferias y fiestas de la ciudad.
Entre las actividades que traen consigo las ferias y fiestas se encuentra el desfile de carrozas, el pregón y chupinazo que precede al desfile de peñas y charangas, los encierros de reses bravas en puntas, considerado entre los más importantes de España junto con los de Pamplona, las corridas de toros, varias verbenas repartidas por toda la ciudad, los conciertos de ferias, un concurso hípico de ámbito nacional así como eventos deportivos y culturales.
Las ferias y fiestas se celebran en dos ambientes: el nuevo recinto ferial, ubicado al otro lado de la A-2, donde se ubican parte de las peñas, las atracciones mecánicas y los puestos ambulantes; eje Fuente de la Niña-paseo de San Roque-plaza Mayor que acoge los conciertos, se ubican varias peñas y se localizan también varias verbenas populares además se realizan algunas actividades lúdicas y culturales.
Otras fiestas

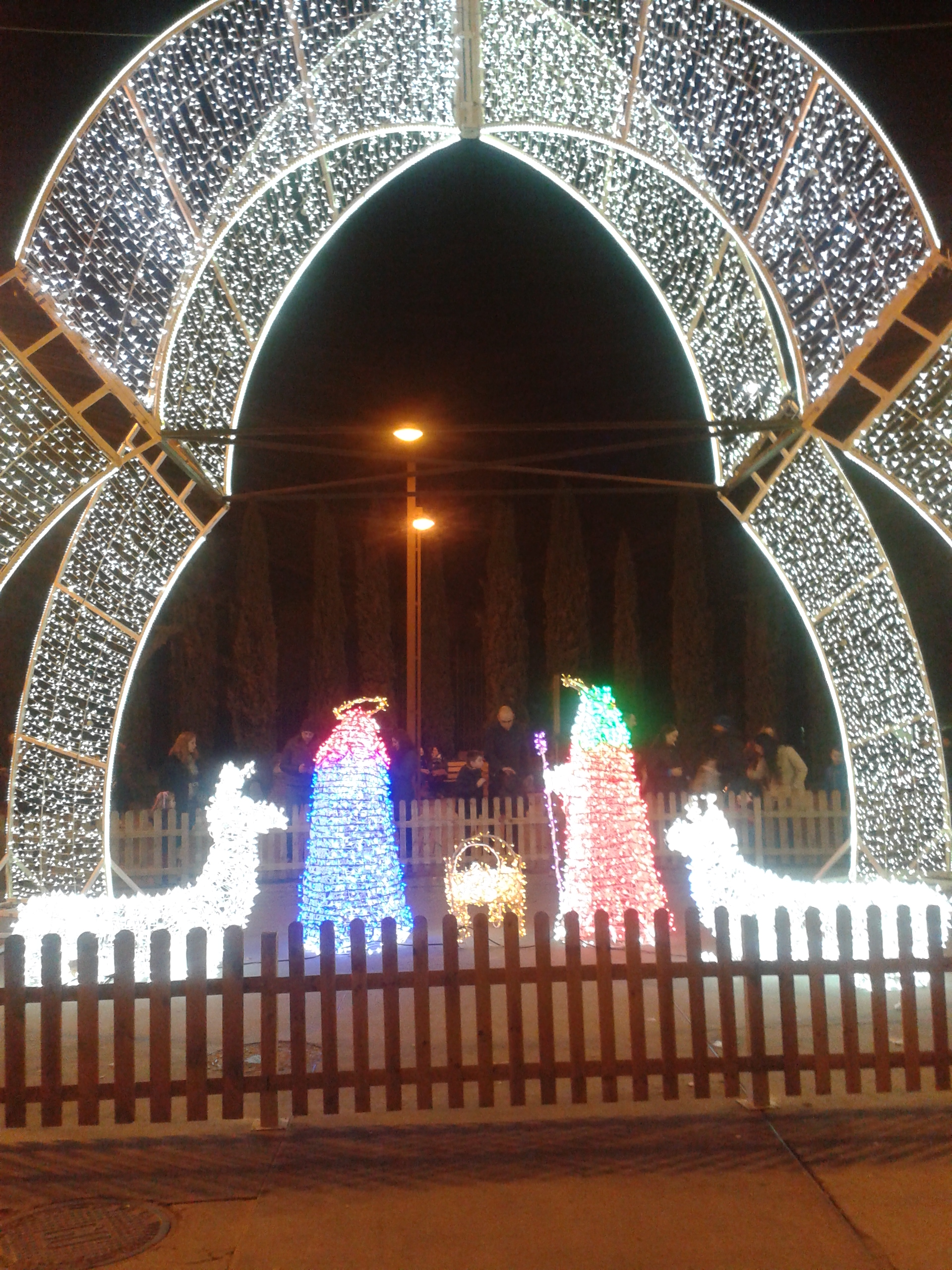
Escena navideña

- La Semana Santa de Guadalajara ha sido declarada de interés turístico regional. Congrega cada año a miles de visitantes para presenciar los solemnes pasos procesionales de las cofradías y hermandades de la ciudad. La componen ocho procesiones en la que participan las distintas cofradías y alrededor de 4500 cofrades.[153]
- El Corpus Christi es otra festividad muy arraigada en la ciudad, su celebración ha sido, desde tiempos medievales, una de las más importantes del año, tanto en su aspecto religioso como social y festivo. La ciudad se engalana, con altares, alfombras ornamentales, música, gigantes y cabezudos. Prima el desfile de los niños que ese año han recibido la primera comunión. El aspecto más original es la participación de la Cofradía de los Apóstoles, con una antigüedad de más de quinientos años. Trece de los hermanos, caracterizados como Cristo y sus discípulos, son protagonistas de la procesión, como lo fueron cuando Jesús instituyó la Eucaristía en la última Cena.[154]
- El Carnaval es ya una tradición dentro del calendario festivo alcarreño. Comienza con el recién recuperado Jueves Lardero y acaba con el Entierro de la Sardina. Se organizan concursos y desfiles de disfraces para niños y adultos, además de bailes, espectáculos para niños, etc. Está catalogada como Fiesta de Interés Turístico Provincial.[155]
- La Navidad, trae consigo multitud de actos y eventos, lúdicos y culturales, como la Feria de Artesanía, concursos de villancicos, exposiciones, actividades culturales y deportivas, conciertos y convocatorias sociales. La Cabalgata de Reyes de Guadalajara fue declarada Fiesta de Interés Turístico Provincial en 2005.[155]

### Cine
El cine tiene en Guadalajara un papel destacado desde la década de 1960. El término municipal ha sido lugar de rodaje de películas como Espartaco, La tía Tula, El patio de mi cárcel, Mortadelo y Filemón. Misión: salvar la Tierra, La ardilla roja, El Lute II, Hay que deshacer la casa, 1919. Crónica del alba y Fuga de cerebros.
La ciudad también ha sido escenario de series de televisión como El tiempo entre costuras, Cuéntame cómo pasó, Hermanos, Víctor Ros, El Príncipe, Apaches y Still Star-Crossed.

### Deporte

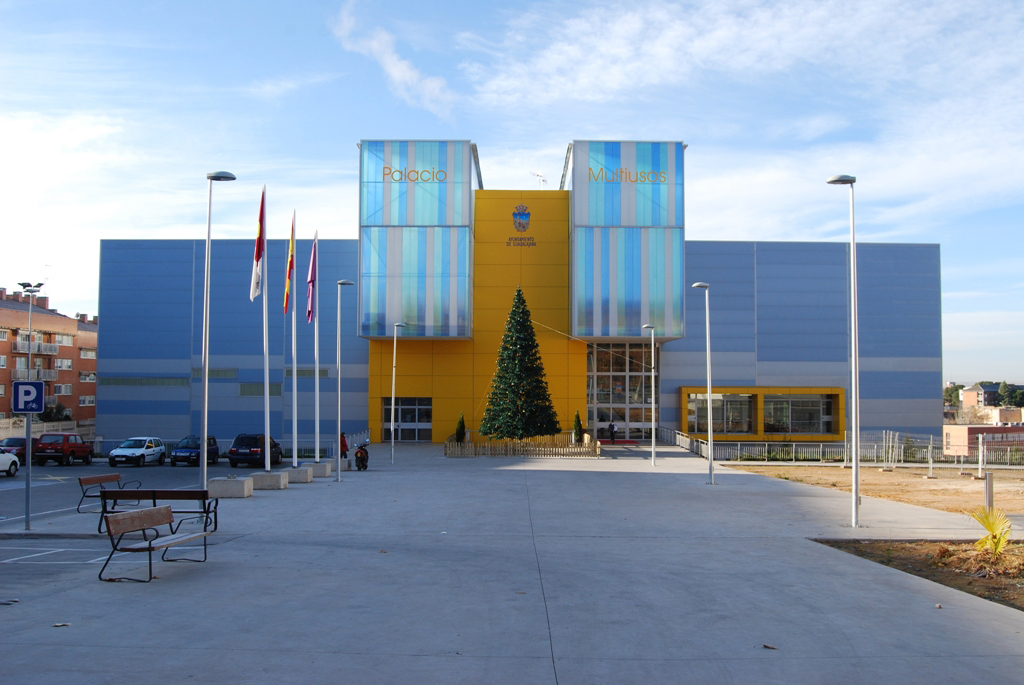
Palacio Multiusos de Guadalajara

El Patronato Deportivo Municipal de Guadalajara gestiona desde 1980 las instalaciones deportivas municipales.
- Campo de fútbol municipal Pedro Escartín (gestionado por el PDM desde 2003)
- Campo de fútbol municipal Jerónimo de la Morena
- Campo de fútbol municipal Fuente de la Niña
- Palacio Multiusos de Guadalajara
- Piscina municipal cubierta Huerta de Lara
- Piscina municipal cubierta Fuente de la Niña
- Piscina municipal de verano del paseo de San Roque
- Pistas de atletismo Fuente de la Niña
- Polideportivo municipal David Santamaría

Además, la ciudad cuenta con un equipo de fútbol, el CD Guadalajara, que en la temporada 2010/2011 consiguió el ascenso a segunda división. También la ciudad está representada en balonmano por la Asociación Deportiva Ciudad de Guadalajara, más conocida como Quabit BM Guadalajara, que actualmente milita en la liga Asobal. Asimismo, la ciudad también está representada por Daniel Molina, que fue 2 veces consecutivas campeón del mundo en paratriatlon en los años 2017 y 2018.

### Medios de comunicación

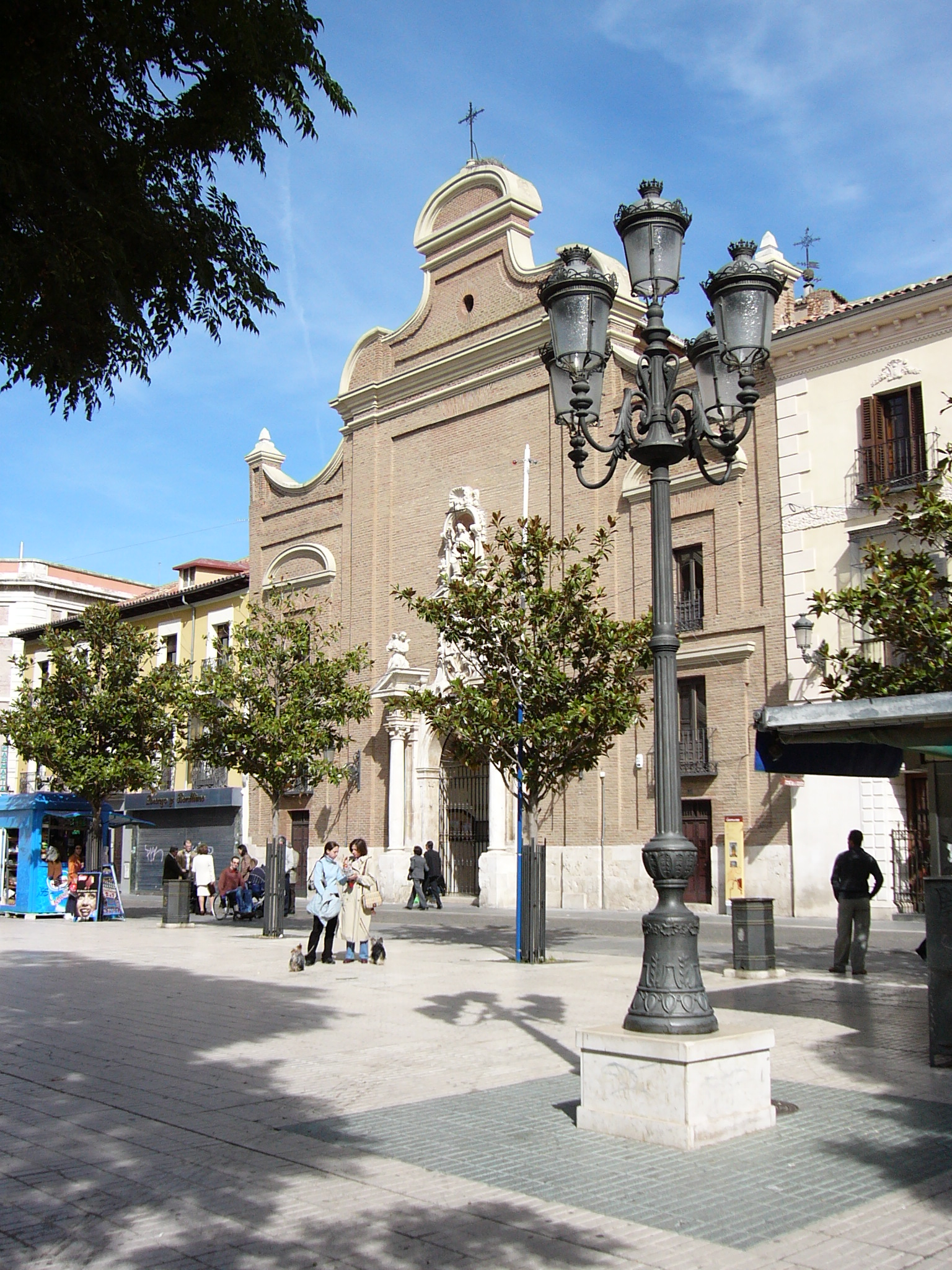
Parroquia de San Nicolás El Real

Guadalajara cuenta entre la prensa escrita editada en la ciudad con el periódico Nueva Alcarria, fundado en 1939, y desde 2016 dominicalmente con La Tribuna de Guadalajara. También existen distintas publicaciones digitales de noticias de la ciudad y la provincia, como son La Crónica de Guadalajara, Guadalajara Diario, Henares al día o Guadaqué.
Guadalajara cuenta con distintas emisoras que informan de la actualidad de la ciudad y la provincia, como Cadena Ser Guadalajara o COPE Guadalajara, Onda Cero Guadalajara, ABC Punto Radio o Radio Arrebato, así como emisoras de ámbito estatal o autonómico como Radio Nacional de España, Radio Castilla-La Mancha, Kiss FM o Cadena Dial.
Las noticias de la ciudad y la provincia de Guadalajara son cubiertas por la cadena de televisión de ámbito autonómico, Radio Televisión de Castilla-La Mancha.
Durante los primeros años del siglo XXI varios medios de comunicación ubicados en la ciudad cerraron debido principalmente a la crisis económica, entre ellos podemos encontrar los periódicos El Decano de Guadalajara, el Guadalajara Dosmil o El Día de Guadalajara, también cerraron las emisoras locales de televisión Televisión Guadalajara, Canal 19 y Popular TV, quedándose, por tanto, la ciudad sin ninguna emisora local de televisión.

## Ciudades hermanadas
Guadalajara mantiene acuerdo de hermanamiento y pactos de amistad con cinco ciudades europeas y dos hispanoamericanas con el fin de fomentar el desarrollo de las mutuas relaciones y el intercambio cultural, social y económico:
- Livorno, Italia (1979)
- Roanne, Francia (1980)
- Parma, Italia (1982)
- Guadalajara, México (1982)
- Nitra, Eslovaquia (1988)
- Nuneaton and Bedworth, Reino Unido (1990)
- Guadalajara de Buga, Colombia (1996)